# Helmstedt (stad)
Helmstedt is een plaats in de Duitse deelstaat Nedersaksen. Het is de Kreisstadt van de Landkreis Helmstedt en heeft de status van selbständige Gemeinde. De stad telt 25.544 inwoners.
De voormalige universiteitsstad Helmstedt heeft een rijke geschiedenis.

## Plaatsen in en stadsdelen van de gemeente Helmstedt
De gemeente bestaat uit 8 stadsdelen, waarvan er 3 ondergeschikt zijn aan andere (de Kernstadt en 4 Ortschaften met een eigen vertegenwoordiging bij de gemeenteraad):
- Kernstadt (centrum van de stad) met:
  - Bad Helmstedt
- Barmke
- Büddenstedt
- Emmerstedt
- Offleben met:
  - Hohnsleben
  - Reinsdorf

De ten zuiden van Helmstedt gelegen dorpen Büddenstedt, Hohnsleben, Offleben en Reinsdorf behoorden tot en met juni 2017 tot een zelfstandige gemeente Büddenstedt, die in het kader van een gemeentelijke herindeling per 1 juli 2017 bij Helmstedt werd gevoegd.

## Geografie en infrastructuur

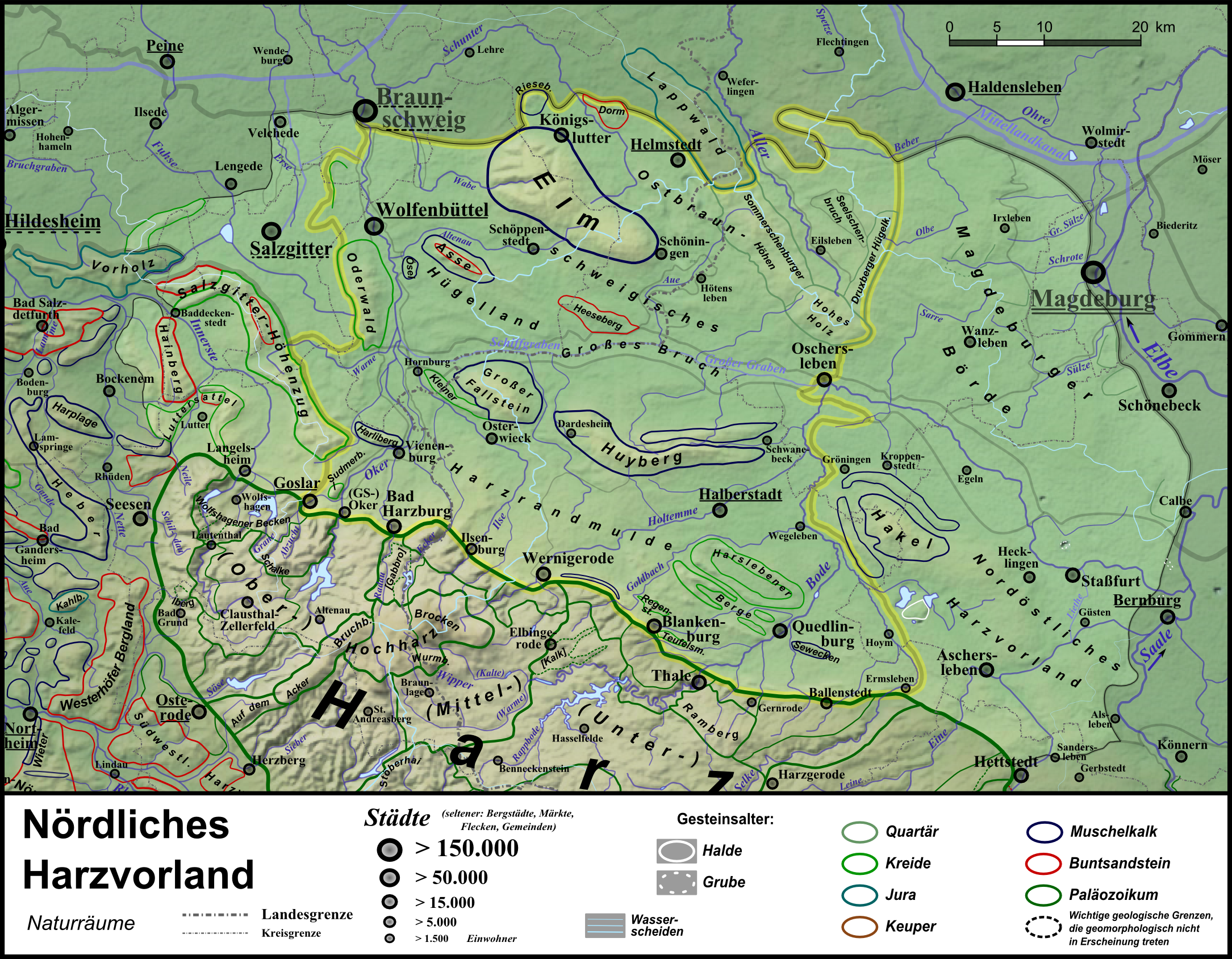
Geologische overzichtskaart van de streek ten noorden van de Harz
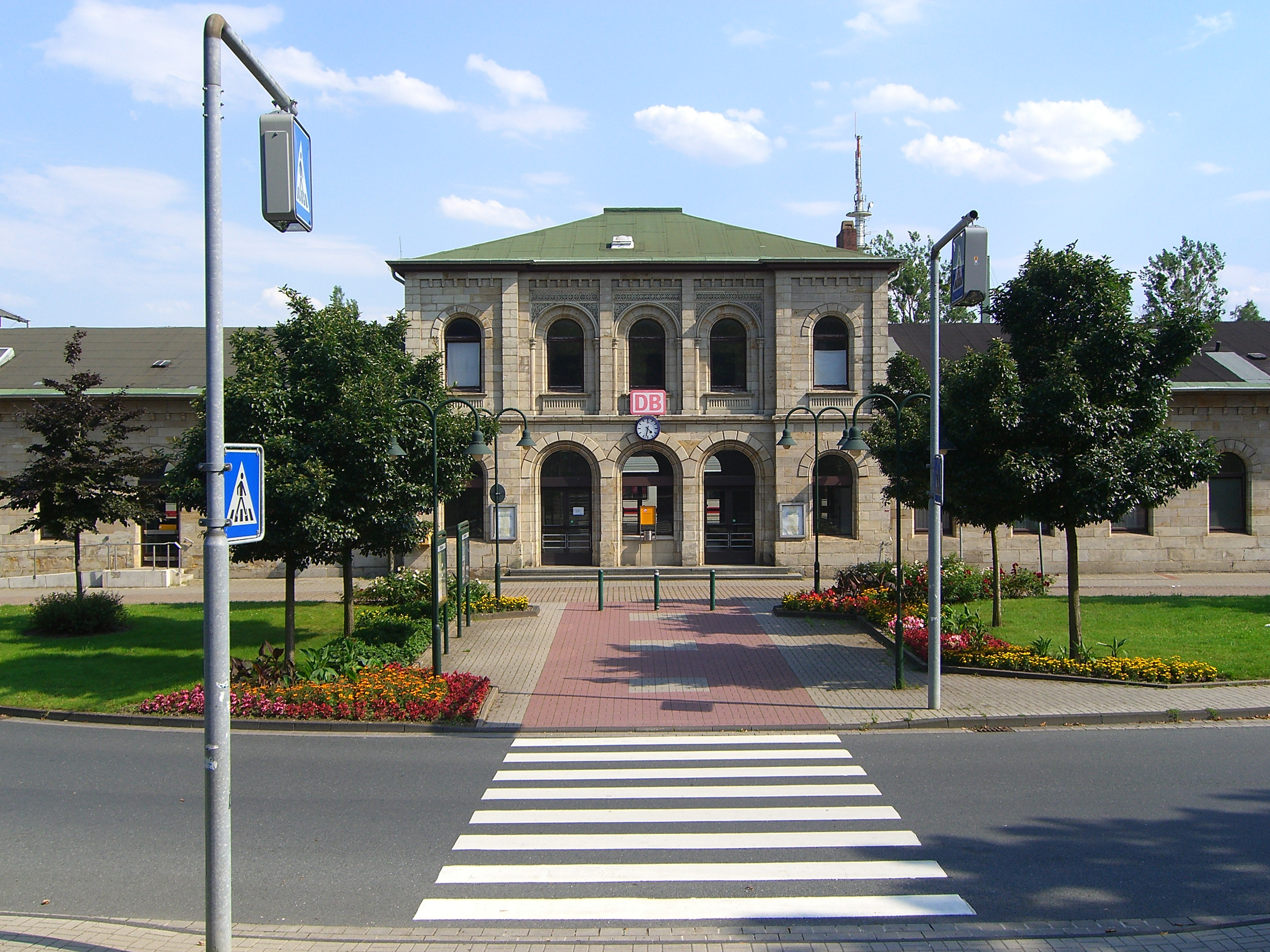
Station
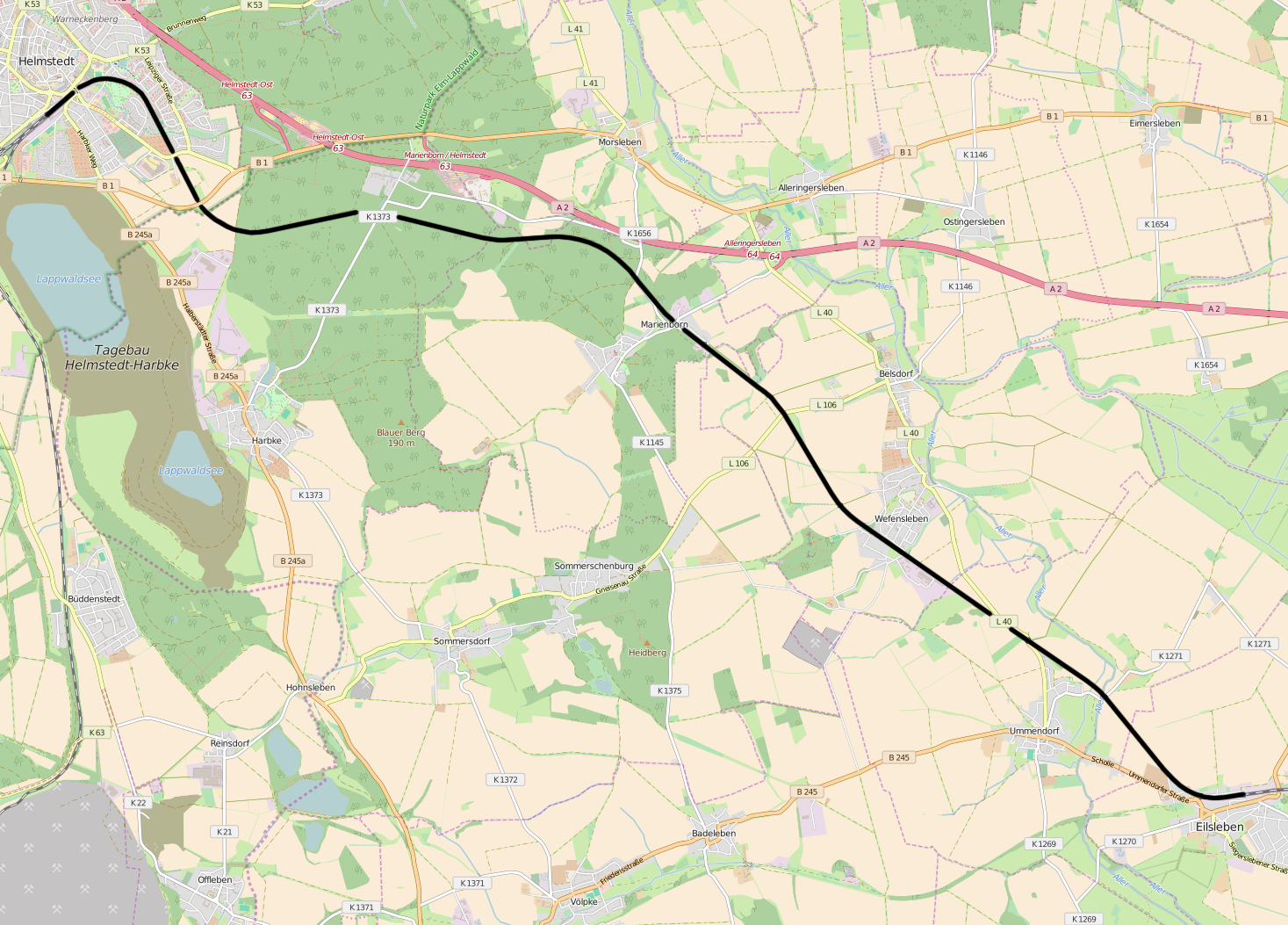
Kaart van de spoorlijn Helmstedt-Eilsleben, waar ook andere infrastructuur rond Helmstedt op zichtbaar is

De stad ligt op golvend terrein, circa 120-150 meter boven zeeniveau. Circa 10 km ten zuidwesten van de stad ligt een tot ruim 300 meter hoge, met fraai beukenbos bedekte, heuvelrug met de naam Elm, en direct ten oosten van de stad ligt een tot ruim 190 m hoge heuvelrug met de naam Lappwald.

### Naburige gemeenten
- In het noordoosten: Oebisfelde-Weferlingen, en de hieronder beschreven gemeentevrije zone Helmstedt
- In het oosten: Beendorf en Ingersleben, en verderop, op 45 respectievelijk 170 km van Helmstedt: Maagdenburg en Berlijn
- In het zuidoosten: Harbke en iets verderop Sommersdorf (al deze plaatsen liggen in de Landkreis Börde in Saksen-Anhalt, dus van 1949-1990 over de grens met de DDR)

- In het zuiden: Schöningen
- In het zuidwesten: Wolsdorf
- In het westen, aan de B1: Süpplingen, en verderop, op 36 km van Helmstedt: Braunschweig
- In het west-noordwesten: Süpplingenburg  en verderop: Königslutter am Elm
- In het noordwesten: Rennau, en verderop Lehre, en nog verderop, op ruim 30 km van Helmstedt: Wolfsburg, en ten slotte:
- in het noorden: Mariental (alle in de Landkreis Helmstedt in Nedersaksen).

### Verkeer en vervoer
Helmstedt ligt aan de Autobahn A2. De afritten daarvan met de nummers 60, bij Barmke, en 61 t/m 63, bij Helmstedt zelf, komen op wegen in de gemeente uit. Afrit 63 geeft ook toegang tot de voormalige Duits-Duitse grensovergang. Van noord naar zuid (Brome - Helmstedt - Wernigerode) loopt de Bundesstraße 244, en van west naar oost de op een oude handelsroute gelegen Bundesstraße 1 door de gemeente. Een aftakking van de Bundesstraße 245 met de nummering 245a leidt van Helmstedt langs de vroegere bruinkoolgroeve bij Harbke naar Barneberg, gemeente Hötensleben, in de deelstaat Saksen-Anhalt. Te Barneberg komt deze B245a op de eigenlijke B245, richting Halberstadt, uit.
Station Helmstedt ligt aan de spoorlijn Eilsleben - Helmstedt (vanuit de richting Magdeburg Hauptbahnhof) en de vanuit het westen komende spoorlijn Braunschweig - Helmstedt. Het station werd in 1872 geopend en lag van 1945 tot 1990 aan een van de weinige open spoorverbindingen tussen West- en Oost-Duitsland. Het openbaar vervoer per bus is van weinig betekenis, er rijden voornamelijk school- en kleine belbussen.
Een in 1858 aangelegde spoorlijn, van Helmstedt naar het 11 km ten zuiden ervan gelegen Schöningen (zie ook: Spoorlijn Helmstedt - Holzminden) en verder zuid- en zuidwestwaarts, werd in 2007 buiten bedrijf genomen. Er rijden over een stuk van 8 km af en toe nog goederentreinen (naar de bruinkoolgroeven en de oude elektrische centrale) overheen. Een reactivering van het reizigersvervoer over deze lijn, tot aan Schöningen, is sinds 2022 in studie, maar, als men de lijn voor passagierstreinen zou gaan heropenen, is dat waarschijnlijk niet vóór 2030 te verwachten. Er is verder nog een goederenspoorverbinding met de mijnen van Weferlingen, gemeente Oebisfelde.

## Economie

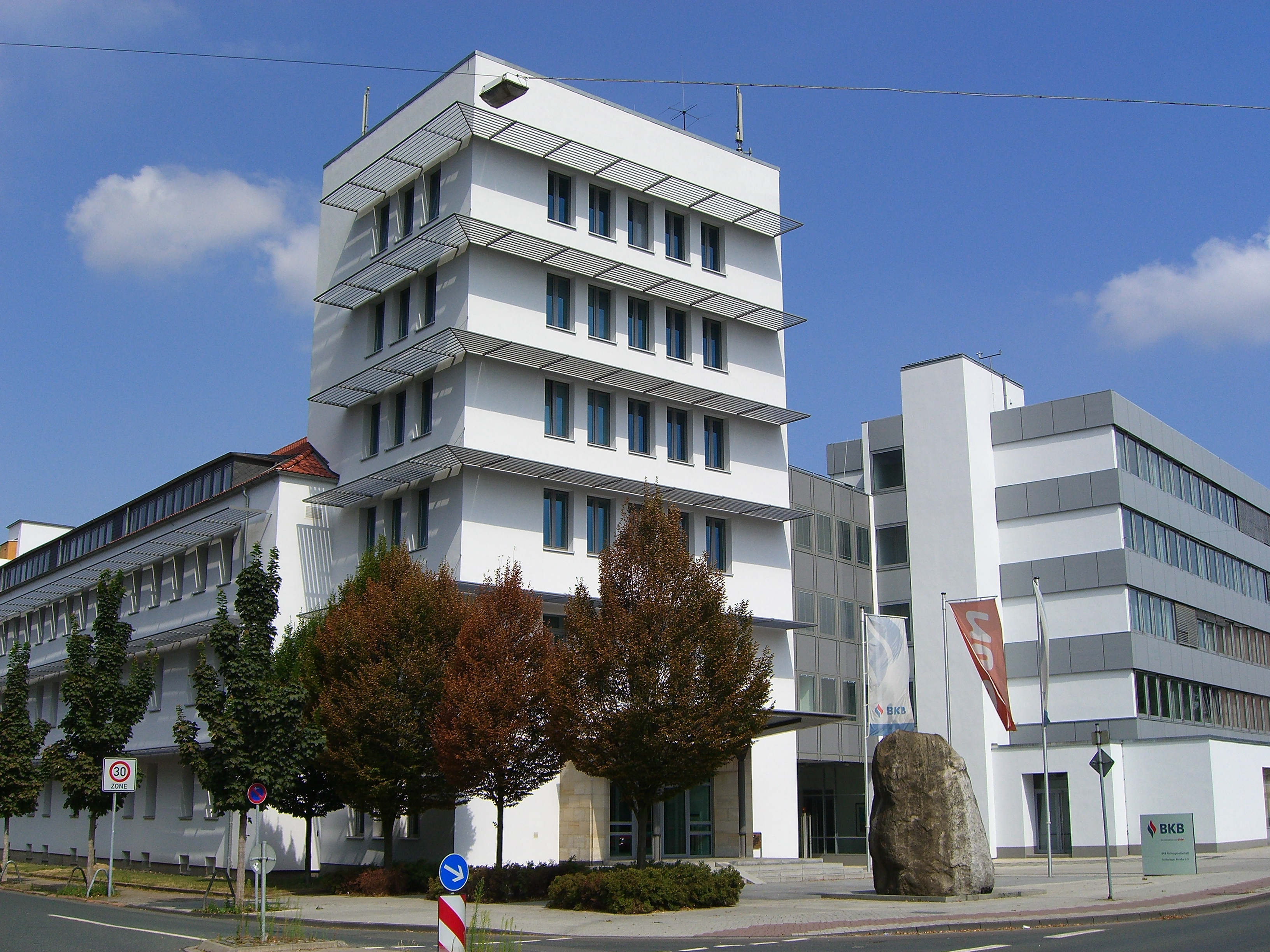
Hoofdkantoor EEW Energy from Waste GmbH
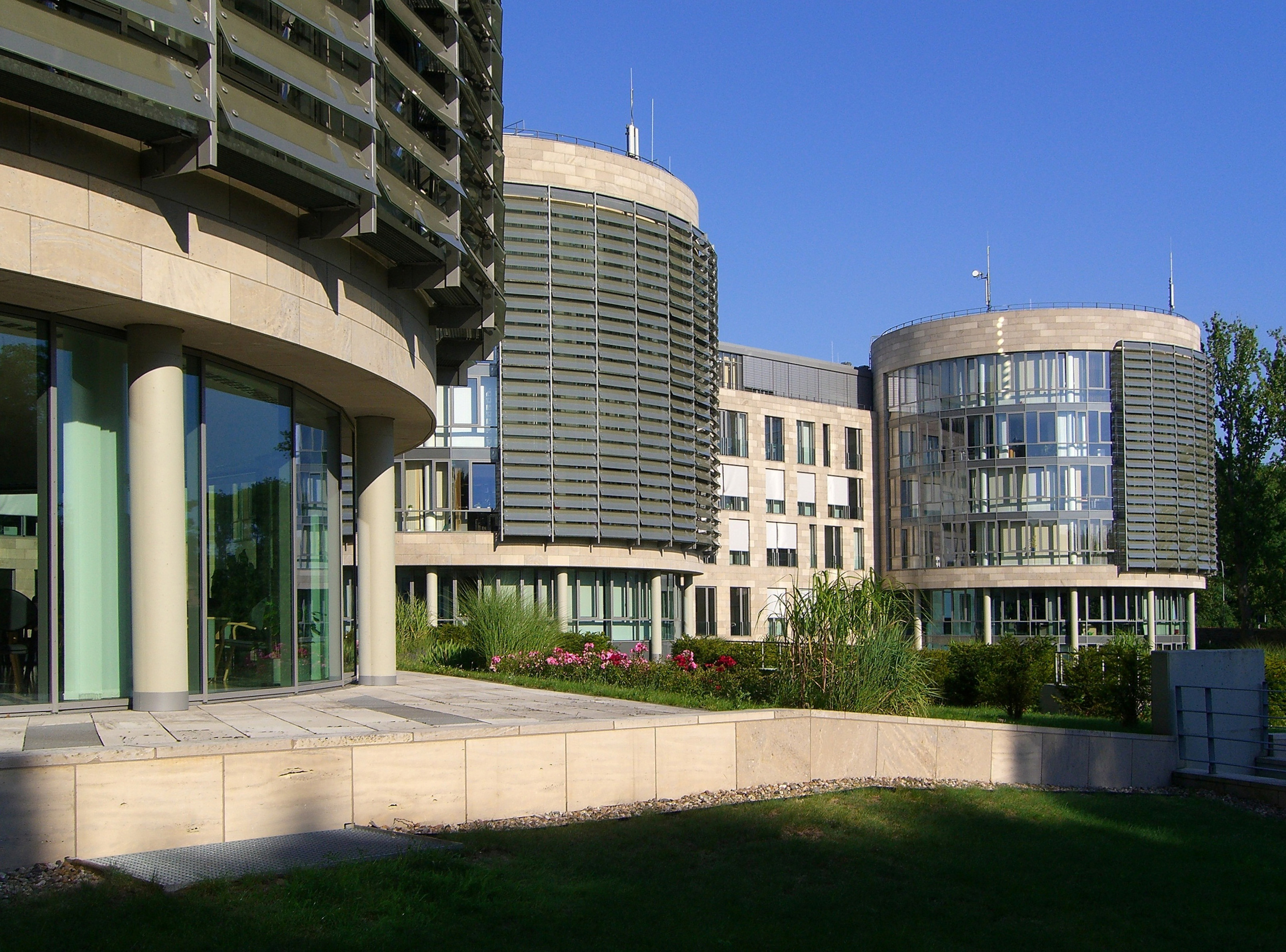
Hoofdkantoor Avacon

De belangrijkste in Helmstedt gevestigde onderneming is EEW Energy from Waste GmbH, een spin-off van het voormalige bruinkool- en elektriciteitsbedrijf BKB. De onderneming produceert o.a. elektriciteit door middel van het recyclen van allerlei afval. Het bedrijf is sedert 2016 in het bezit van een consortium van staatsbedrijven uit de Volksrepubliek China. In 2023 had de onderneming 1.400 personeelsleden, inclusief de circa 20 bedrijfslocaties elders. Eén filiaal van het bedrijf is in Nederland gevestigd, en wel te Delfzijl.
Een andere grote onderneming, die haar hoofdkantoor te Helmstedt heeft, is Avacon. Dit bedrijf voorziet grote delen van de deelstaten Nedersaksen en Saksen-Anhalt van elektriciteit. Van de aandelen Avacon is 68½% in bezit van het soortgelijke concern E.ON. De andere 31½% is in bezit van Landkreise, Duitse gemeentes enz..
Na 1990 zijn in de gemeente Helmstedt nieuwe, moderne bedrijventerreinen ontwikkeld, waar voornamelijk lokaal midden- en kleinbedrijf is gevestigd.
Het voormalige universiteitsgebouw van Helmstedt huisvest een filiaal van de Otto-von-Guericke Business School Magdeburg, een instelling voor hoger onderwijs, waar men o.a. de graad bachelor in de bedrijfseconomie kan behalen.
In de dienstensector is het ziekenhuis van de stad (263 bedden, 400 medewerkers) en het Amtsgericht vermeldenswaard.
Het toerisme naar Helmstedt neemt in betekenis toe. De stad heeft een fraai oud centrum, en is van historisch belang als voormalige Duits-Duitse grensstad. Verder ligt Helmstedt in een fraaie, bosrijke omgeving. De door de bruinkoolwinning aan het landschap toegebrachte schade is inmiddels voor het grootste deel ongedaan gemaakt; een grote groeve maakt plaats voor een recreatiemeer.

## Geschiedenis

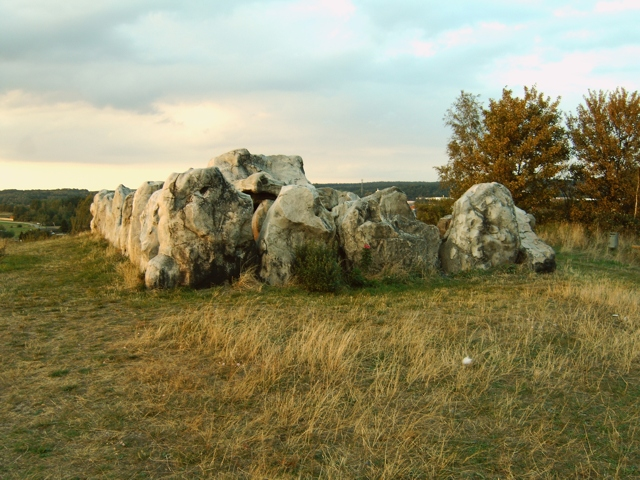
Megalietmonument Lübbensteine bij Helmstedt, noordelijk graf
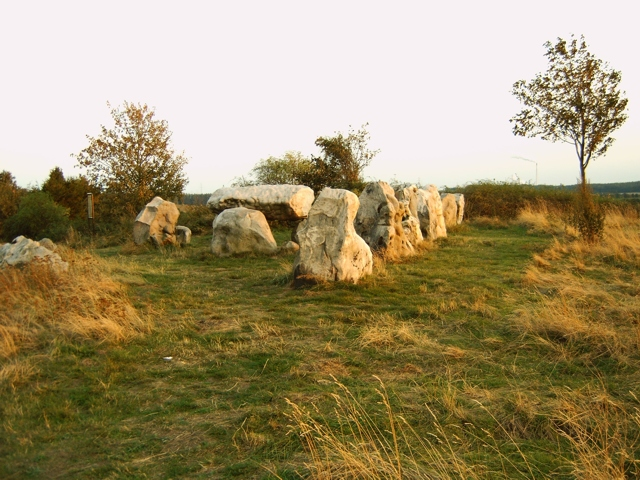
Idem, zuidelijk graf, Sprockhoff-nr. 316
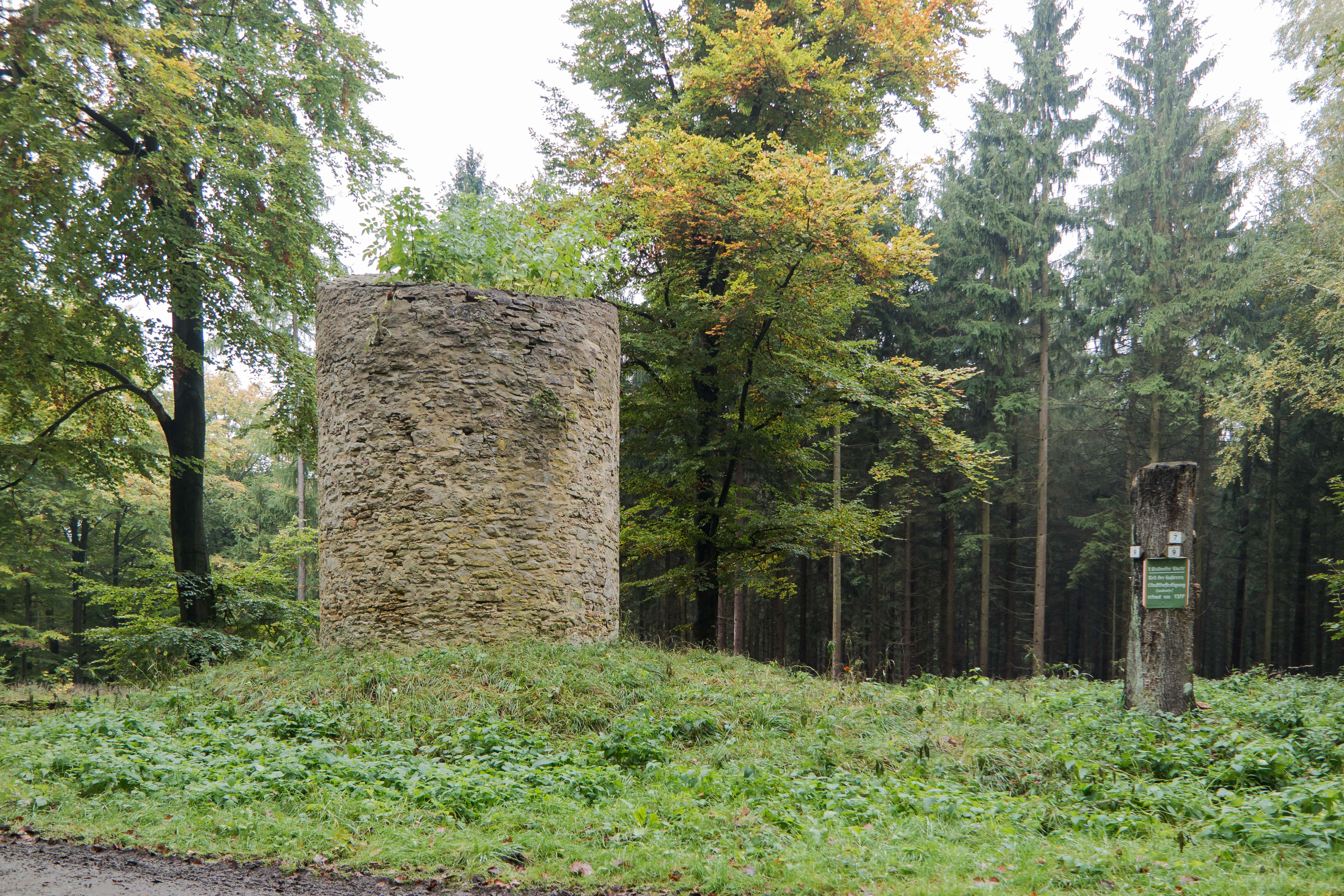
Wachttoren (ca. 1377) in de Helmstedter Landwehr
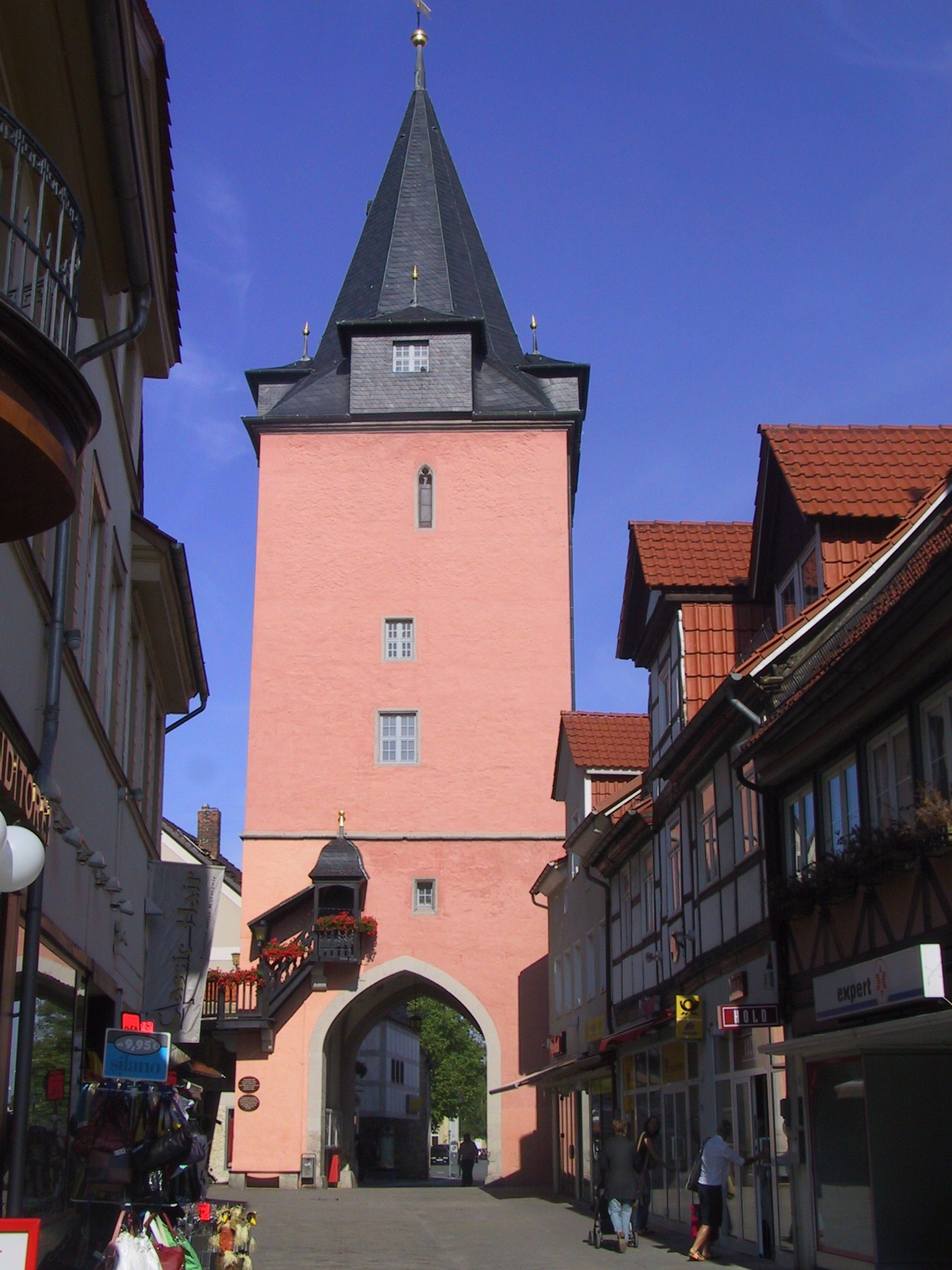
Stadspoort en -toren Hausmannsturm te Helmstedt, 15e eeuw
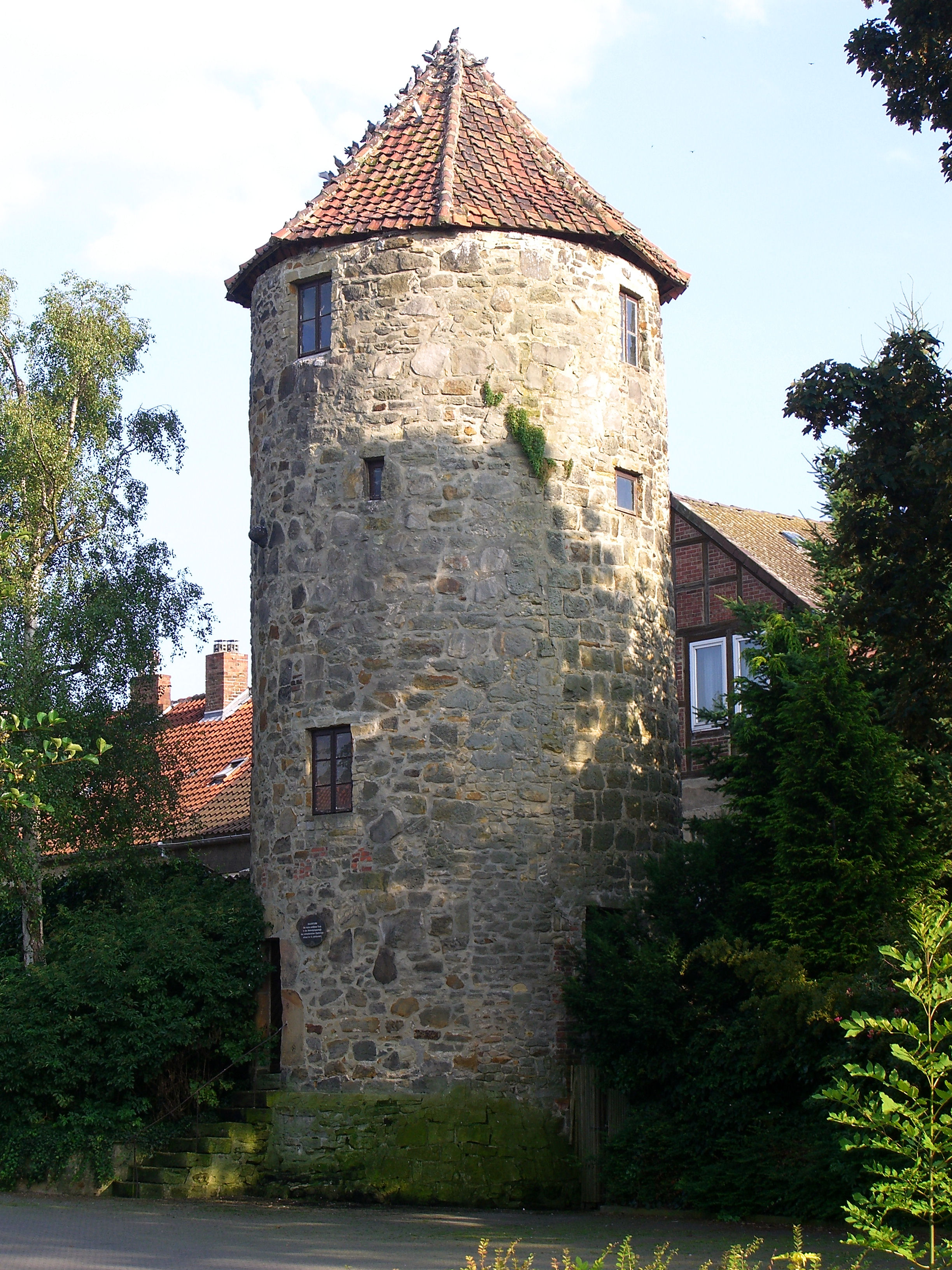
Voormalige stadstoren Eulenturm (Uilentoren)
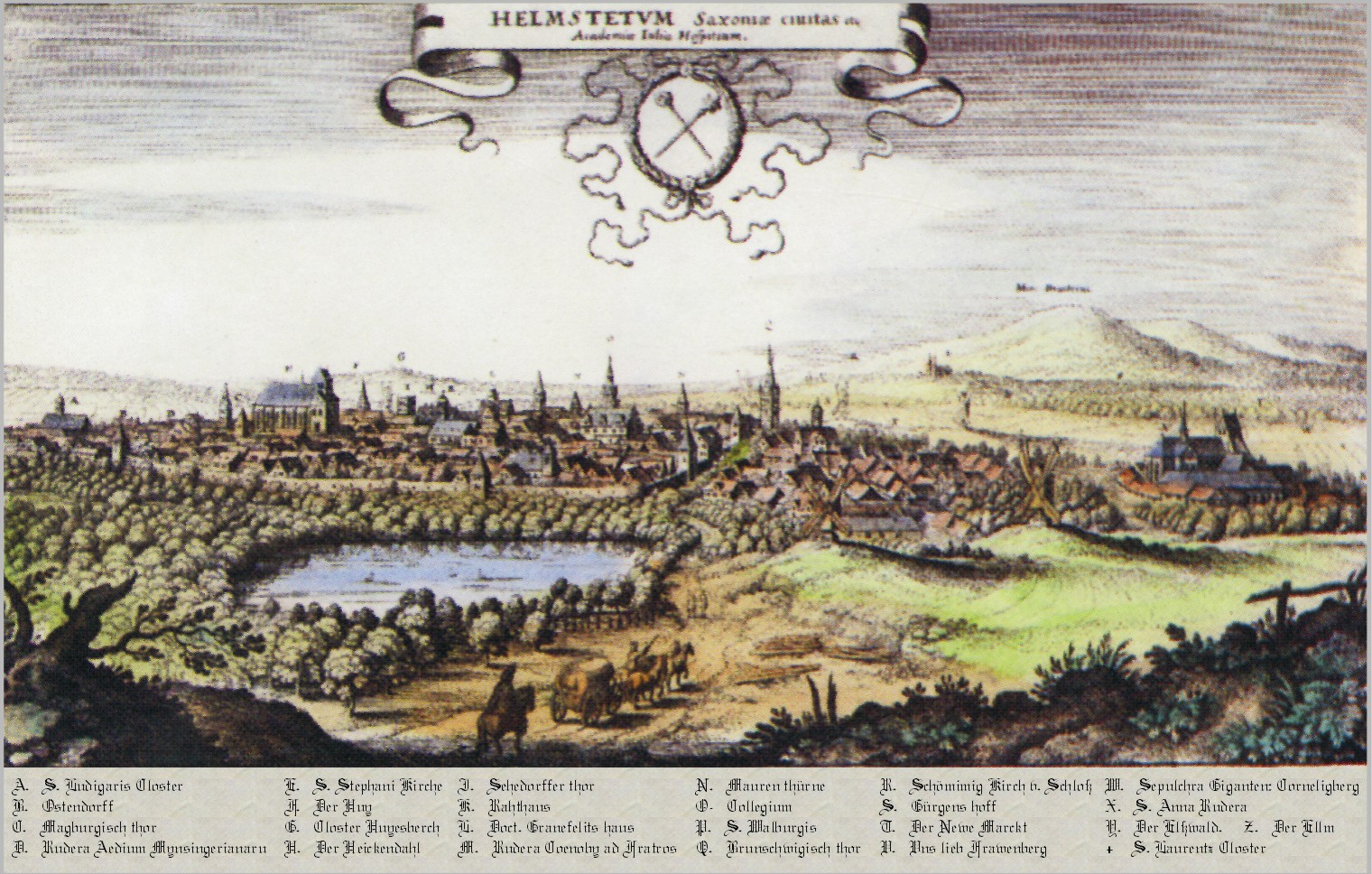
Helmstedt omstreeks 1654 naar een prent door Mattheüs Merian
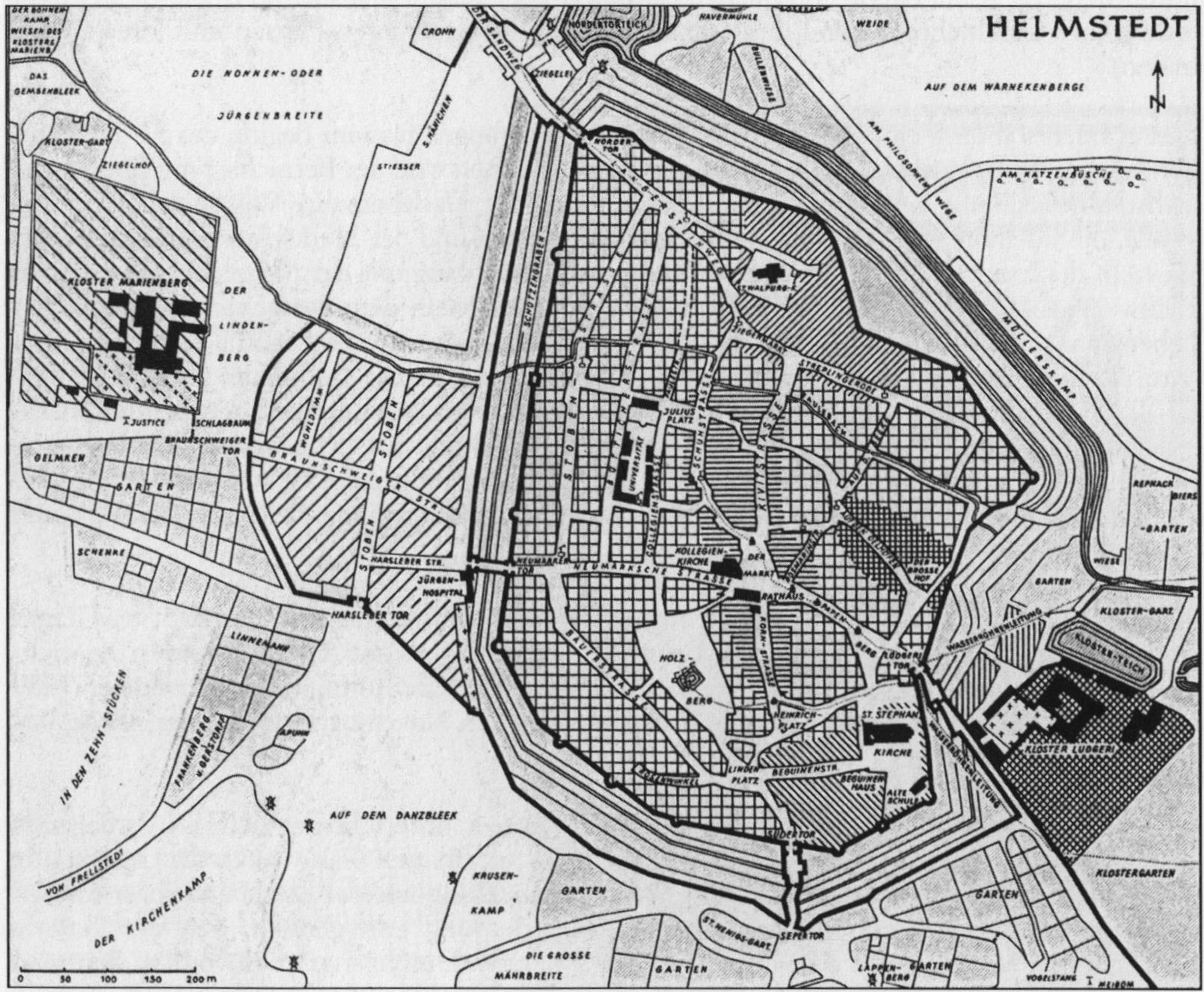
In 1924 gemaakte reconstructie van de plattegrond van de stad anno 1764
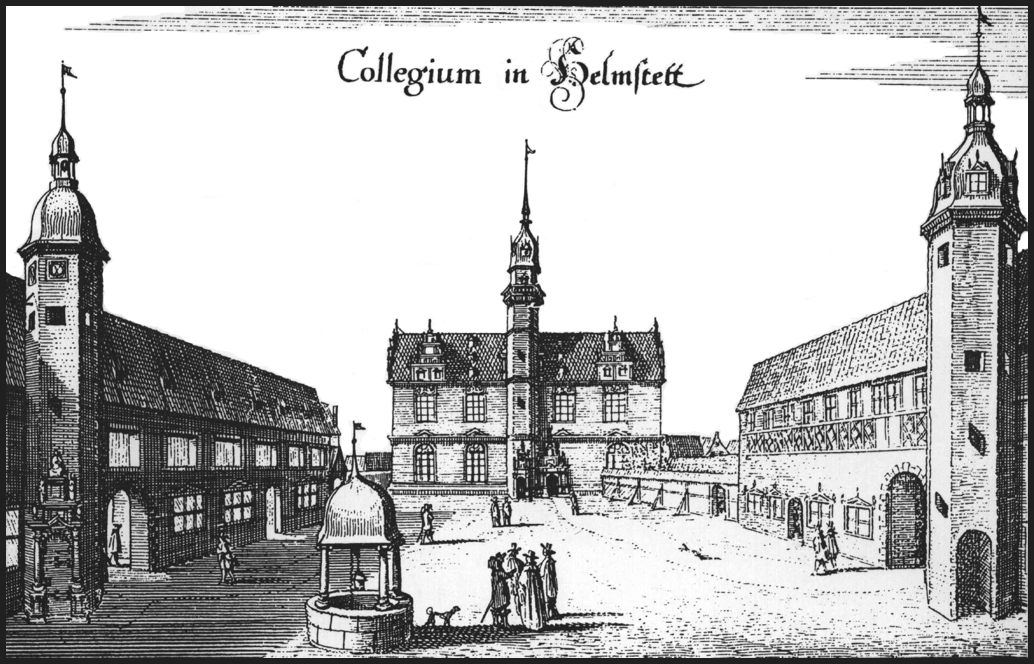
Universiteits-gebouwen te Helmstedt, 17e-eeuwse Merian-prent
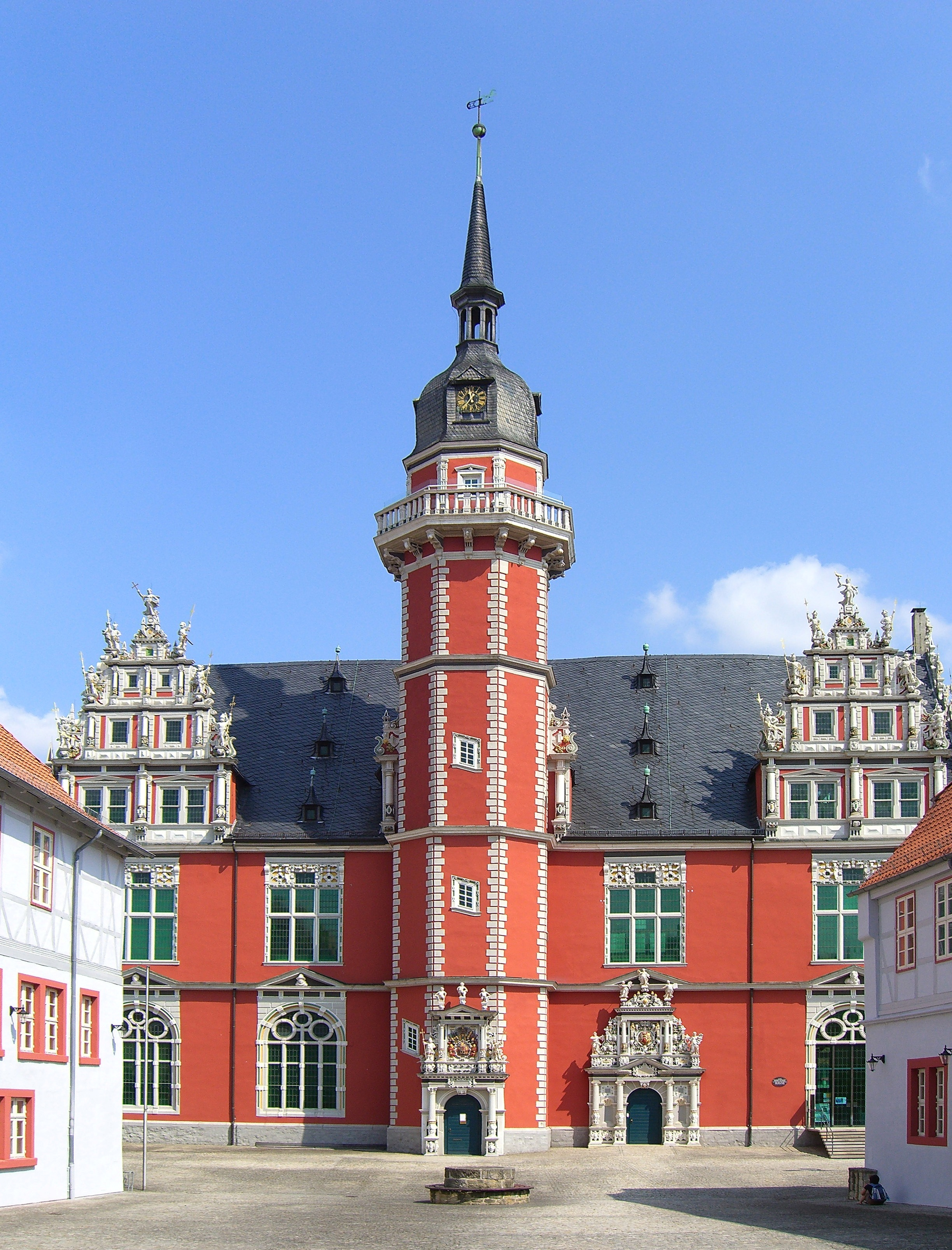
Het van de universiteit overgebleven gebouw Juleum Novum
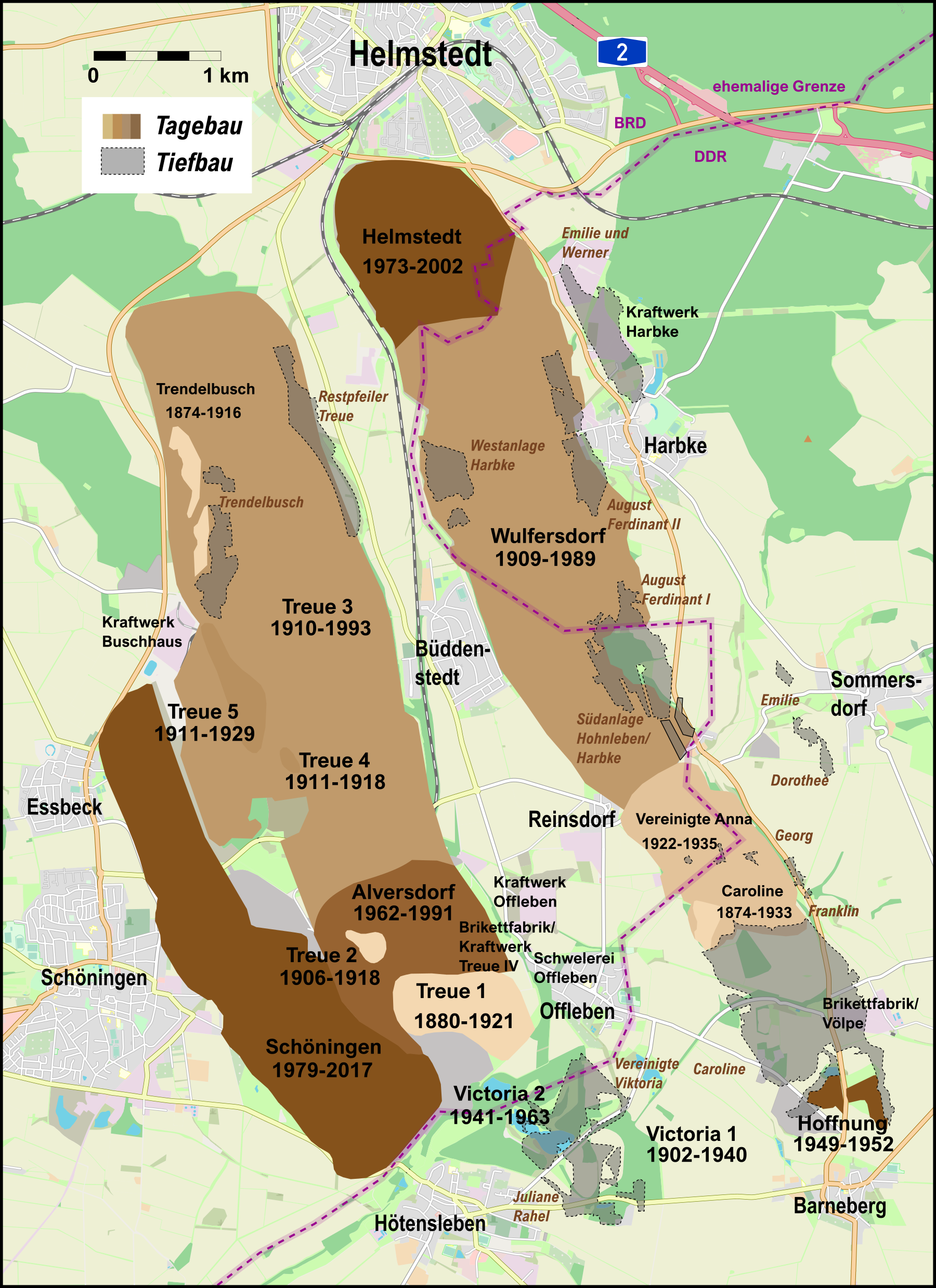
Bruinkoolgroeven bij Helmstedt 1874-2016
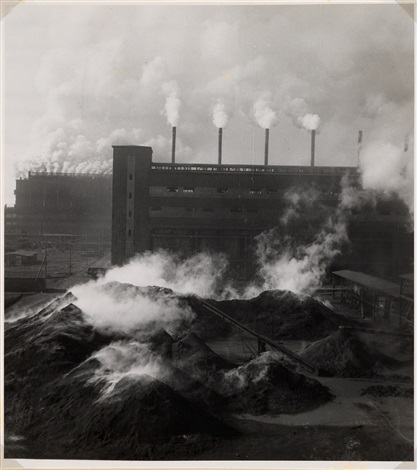
Fabriek Schwelwerk Offleben
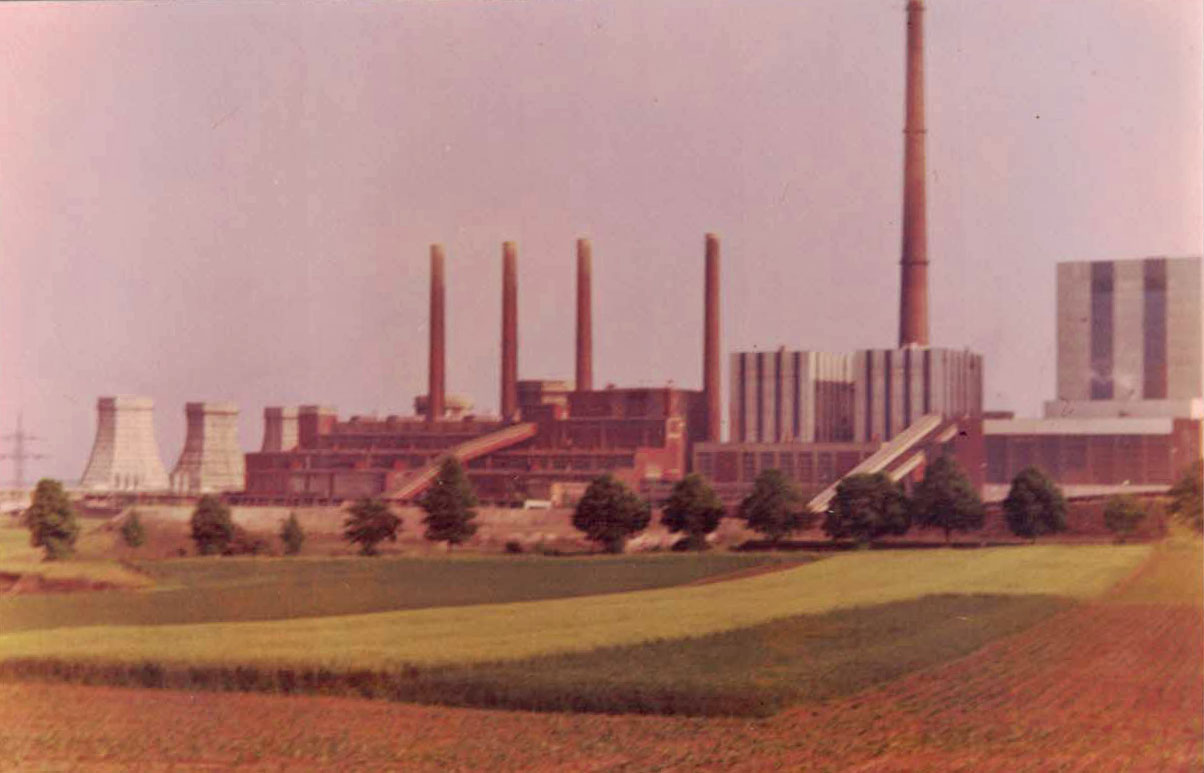
Bruinkoolcentrale Offleben (in bedrijf van 1954-2002, foto uit ca. 1978)
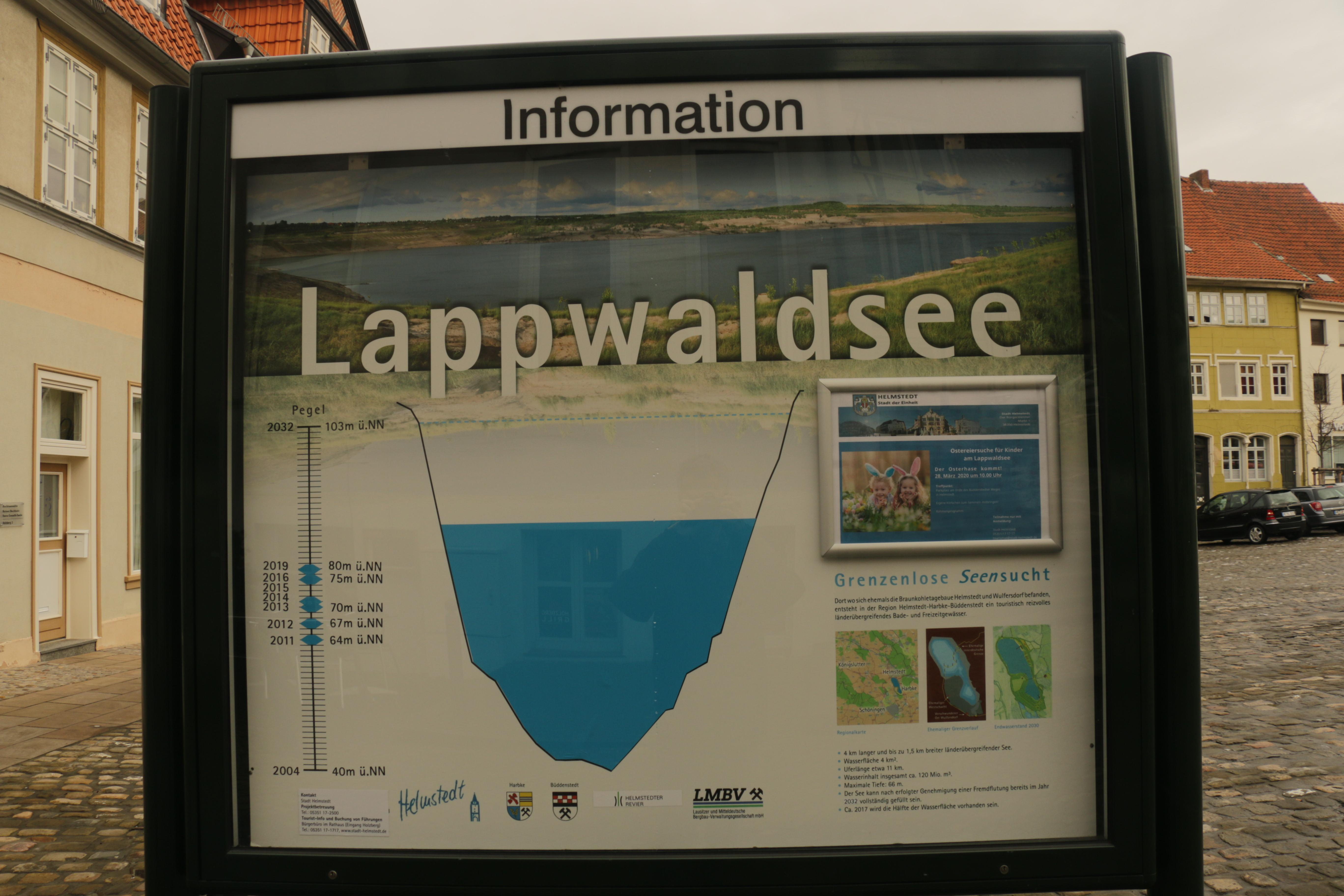
Informatiepaneel te Helmstedt Lappwaldsee
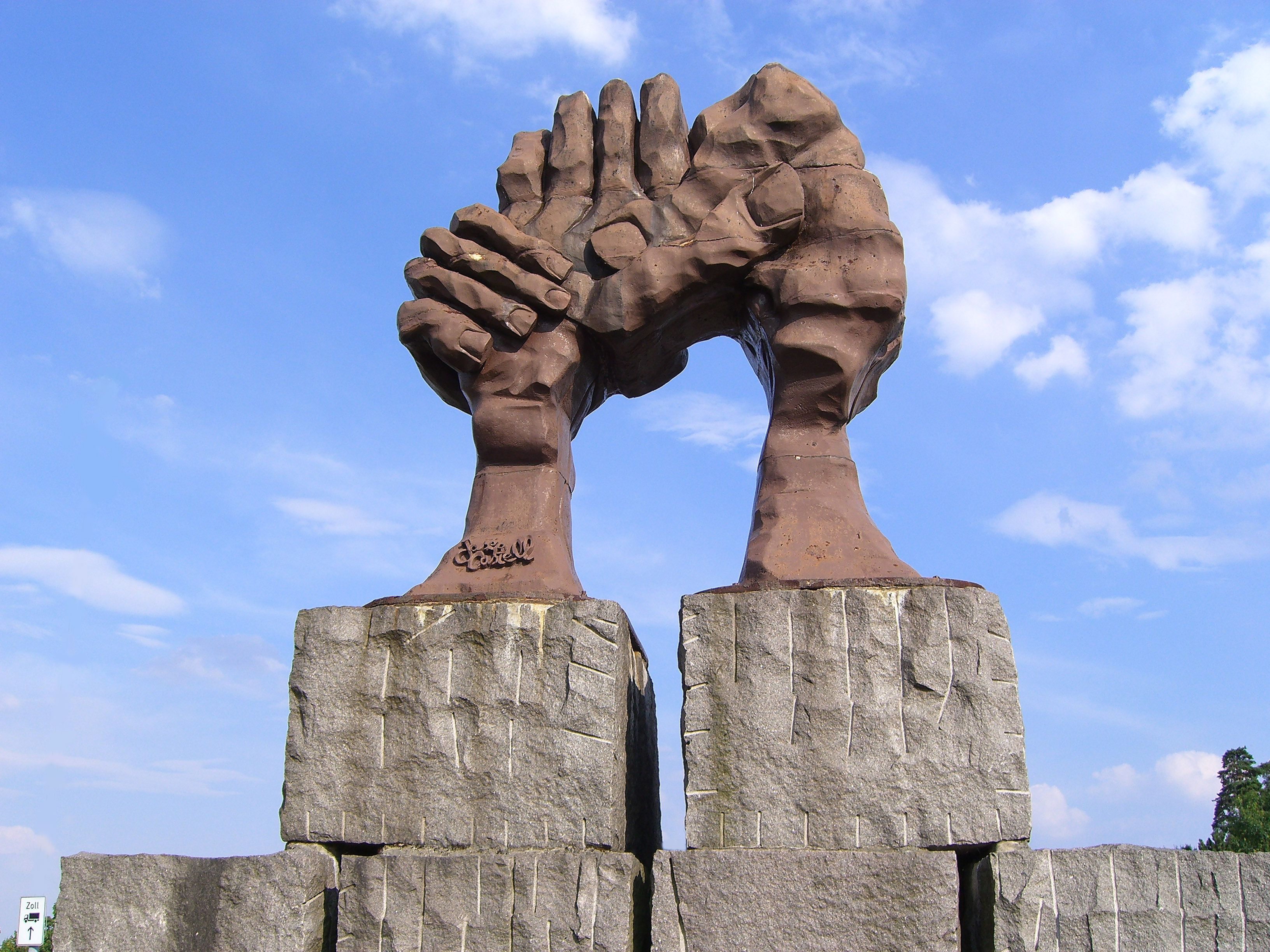
Monument aan de voormalige grensovergang

Het gebied rondom het huidige Helmstedt is rijk aan archeologische sporen, die erop wijzen, dat er in het Neolithicum reeds mensen woonden. 
Daaronder waren dragers van de Trechterbekercultuur (4.000 tot 2.000 jaar vóór de jaartelling).
In 952 wordt de plaats voor het eerst in een document vermeld. Helmstedt verwierf in of vóór het jaar 1247 stadsrechten. De stad behoorde in ieder geval tussen 1426 en 1518 tot de Hanze.
In de 12e eeuw bestonden in en om Helmstedt drie belangrijke kloosters:
- Marienberg, een in 1176 gesticht nonnenklooster  van de augustinessen, aan de westkant van de stadskern;
- Mariental, een in 1138 gesticht monnikenklooster van de  cisterciënzers; zie: Mariental (Nedersaksen);
- Sankt Ludgeri, wellicht omstreeks het jaar 800 gesticht door de missionaris Ludger zelf. De monniken, die het gebruikten, behoorden tot de kloosterorde der benedictijnen. Het klooster staat in de zuidoostelijke hoek van het stadscentrum. Vooral dit laatste klooster was in de middeleeuwen zeer invloedrijk. De abt van het klooster was tot en met de 15e eeuw de facto tevens burgemeester van Helmstedt.[6] Sankt Ludgeri is, ondanks de invloed van de protestantse wereldlijke heersers rondom, steeds een steunpunt van de Rooms-Katholieke Kerk gebleven. Van 1802[7] tot 1986 was het klooster in gebruik als grote boerderij, daarna werd het een katholiek ontmoetings- en vergadercentrum. De bijbehorende kloosterkerk brandde tijdens de Tweede Wereldoorlog af, maar werd in 1949 herbouwd. Het gebouw is de rooms-katholieke parochiekerk van Helmstedt.

In het jaar 1200 was er binnen het Heilige Roomse Rijk sprake van een interne machtsstrijd,  en een burgeroorlog.  Daardoor werd Helmstedt in 1200 geheel verwoest,  maar korte tijd later weer opgebouwd,  en van een stenen stadsomwalling  voorzien. 
Ten tijde van de Reformatie, die in de eerste helft van de 16e eeuw aarzelend op gang kwam, maar pas in 1568 door hertog Julius van Brunswijk-Wolfenbüttel definitief werd doorgevoerd, ging de stad over op het evangelisch-lutherse geloof. Tot op de huidige dag zijn in de gemeente Helmstedt de meeste christenen deze gezindte toegedaan. De in dit artikel genoemde kerkgebouwen zijn, tenzij uitdrukkelijk anders vermeld, ook evangelisch-luthers. 
Van 1576 tot 1810 had Helmstedt een universiteit, de Academia Julia. Deze is gesticht op last van, en genoemd naar hertog Julius van Brunswijk-Wolfenbüttel, heer van het Vorstendom Brunswijk-Wolfenbüttel, waar Helmstedt toen deel van uitmaakte. Men kon er rechten, meest orthodox evangelisch-lutherse theologie, filosofie en medicijnen studeren. In 1810 werd de universiteit tijdens de Franse bezetting op last van koning Jérôme Bonaparte opgeheven.
Helmstedt is eeuwenlang een grensstad geweest. Direct ten oosten van de stad ligt gebied, dat eeuwenlang tot de Mark Brandenburg, vanaf 1648 tot Brandenburg-Pruisen en vanaf 1701 tot het Koninkrijk Pruisen behoorde. Al in de 13e eeuw begon men met de aanleg van een 8 km lange landweer aan de oostgrens met Brandenburg, in de 14e eeuw voorzien van drie wachttorens. Twee daarvan zijn nog in min of meer oorspronkelijke staat bewaard gebleven, een derde, de Magdeburger Warte werd in 1855, naar de mode van die tijd, door een neogotische uitzichttoren vervangen. De landweergracht is op enkele plaatsen 4 meter diep geweest. De landweer raakte verouderd, werd sedert de 16e eeuw niet of nauwelijks meer onderhouden, raakte verwaarloosd, maar is onbedoeld een voorloper geweest van de latere zonegrens van 1949-1990. Een nog in het boslandschap van het Lappwald herkenbaar stuk van de landweer, van ongeveer 700 meter lengte, is als archeologisch monument bewaard gebleven.
In 1755 werd in het Lappwald, op ruim 3 km afstand van Helmstedt, een ijzerhoudende minerale bron ontdekt, die men als geneeskrachtig beschouwde. Hier ontstond het later Bad Helmstedt genoemde kuuroord. Er werden deftige villa's, een hotel met casino en een schouwburg gebouwd. In 1894 hadden, waarschijnlijk door de bruinkoolwinning ten zuiden van het Lappwald veroorzaakte, veranderingen in de bodemgesteldheid het gevolg, dat de bron opdroogde. Het kuurbedrijf werd beëindigd. Alleen de (in 1927 door nieuwbouw vervangen) schouwburg Brunnentheater en een aantal villa's staan er nog. Bad Helmstedt heeft nog wel de status van staatlich anerkannter Erholungsort.
Van 1874 tot en met 2016 is er in de omgeving van Helmstedt op grote schaal bruinkool gedolven. De meeste bruinkool werd, in de periode 1908-2020, opgestookt om in elektriciteitscentrales stroom op te wekken. De productie van bruinkoolbriketten als huisbrandstof duurde van 1887 tot 1988. Een Schwelwerk, een fabriek waarin door middel van pyrolyse van bruinkool allerlei teerachtige substanties en gassen werden geproduceerd, te Offleben was van 1936 tot 1967 in bedrijf.
De in de huidige gemeente Helmstedt gelegen dorpen Büddenstedt (ten tijde van de ontruiming in de jaren tot 1947 1600 inwoners) en Alversdorf (ten tijde van de ontruiming rond 1966 800 inwoners) moesten voor bruinkoolwinning in dagbouw worden gesloopt. Büddenstedt is korte tijd later elders herbouwd. De laatste bruinkoolgroeves zijn ten dele omgezet in gebieden, waar in de toekomst, door inundatie ervan, meren zullen ontstaan. Deze zullen zowel natuur- als recreatiegebied gaan worden. Het grootste van die meren draagt de naam Lappwaldsee en moet, als het in 2032 geheel gevuld is, een 400 hectare grote recreatieplas zijn geworden.
Ten tijde van Adolf Hitlers Derde Rijk werd de (kleine) Joodse gemeenschap van Helmstedt uitgemoord in de Holocaust. Van maart 1944 tot april 1945 bestond in het naburige Beendorf een berucht concentratiekamp (codenaam: SS-Arbeitslager A3), bestaande uit een vrouwen- en een mannenkamp. Dwangarbeiders moesten in ondergrondse mijnschachten onder vaak onmenselijke werkomstandigheden onderdelen produceren voor militaire vliegtuigen, V1's en V2's. In april 1945 kwamen vele gevangenen om, terwijl of nadat zij naar andere concentratiekampen werden vervoerd, of tijdens dodenmarsen.
Op 20 februari 1944, tijdens de Tweede Wereldoorlog, werd de stad, met name de wijken rondom de spoorwegemplacementen en de fabrieken, gebombardeerd bij geallieerde luchtaanvallen. Daarbij vielen circa 130 burgerslachtoffers. De stad gaf zich op 12 april 1945 aan Amerikaanse troepen over. Helmstedt was in de eerste 10 jaar na de Tweede Wereldoorlog tijdelijk met meer dan 10.000 extra mensen bevolkt. Dit waren Heimatvertriebene: Duitsers die immigreerden vanuit o.a. Oost-Pruisen, Sudetenland en Silezië, en in 1950-1961 ook Oost-Duitsers, die het communistische DDR-regime waren ontvlucht. De bouw van eenvoudige woningen voor deze mensen leidde tot een forse stadsuitbreiding.
Tussen 1945 en 1990 lag in Helmstedt aan de A2 Checkpoint Alpha, de belangrijkste grensovergang tussen de Bondsrepubliek en de DDR. Aan deze grensovergang startte ook de Transit-route naar West-Berlijn. De grenssituatie leidde tot een complicatie met betrekking tot de elektriciteitsvoorziening. Dat werd opgelost, doordat een op DDR-grondgebied gelegen centrale (Kraftwerk Harbke) tot 1952 ook stroom aan West-Duitsland leverde. In 1954 kwam op West-Duits grondgebied een nieuwe centrale in Offleben in gebruik.

## Gemeentevrije zone Helmstedt

Ligging gemeentevrije zone Helmstedt

Helmstedt is ook de naam van een gemeentevrij gebied in het Lappwald, dat 18,56 km² groot is, en om statistische redenen het gemeentenummer (de Amtliche Gemeindeschlüssel) 03 1 54 502 heeft. De gemeentevrije zone grenst in het zuidwesten aan de gemeente Helmstedt, bestaat bijna geheel uit bos en is onbewoond. Twee van de drie oude wachttorens van de laatmiddeleeuwse Helmstedter Landwehr staan in het gebied.

## Bezienswaardigheden
- De gotische hallenkerk Sint-Stefanus werd omstreeks 1300 voltooid. De kerk, die op een heuveltje in de binnenstad staat, heeft een bezienswaardig interieur, waaronder een altaarstuk uit 1644 en een kansel uit 1596.
- Het klooster Marienberg huisvestte tot 2024 een museum betreffende paramenten, naald- en knipkunst voor het maken van religieuze gewaden en andere voorwerpen. Dit museum ging in 2024 failliet en werd opgeheven. Het klooster kan 1 x per maand op afspraak bezichtigd worden. Verder vinden in de gebouwen af en toe concerten van klassieke of religieuze muziek plaats.
- Helmstedt bezit een historische binnenstad met tal van oude panden, waarvan enkele nog in de stijl der Wezerrenaissance in de 16e eeuw zijn gebouwd. Daaronder zijn een aantal voorname huizen, waar professoren van de voormalige universiteit hebben gewoond.
- Bij de voormalige Grensovergang Helmstedt-Marienborn, bij afrit 63 van de A 2, op de Raststätte en ten westen van het tankstation, staat een beroemd beeldhouwwerk, genaamd La voûte des mains. Het stelt het door de handen ineen te slaan gesymboliseerde streven tot samenwerking tussen Oost- en West-Duitsers voor. Het werd in 1995 gemaakt door de Frans-Catalaanse kunstenaar Josep Castell (1952-2001).
- In het stadscentrum is een uit omstreeks 1800 daterend gebouw ingericht als Zonengrenz-Museum, gewijd aan de historische ontwikkelingen rondom de Duits-Duitse grens en de belangrijke grenspost daarin bij Helmstedt. Toegang gratis.
- In de kelders van het voormalige universiteitsgebouw Juleum is een groot en gratis toegankelijk historisch en streekmuseum gevestigd. Het behandelt ook de geschiedenis van de universiteit, die er van 1576-1810 zetelde.

## Afbeeldingen

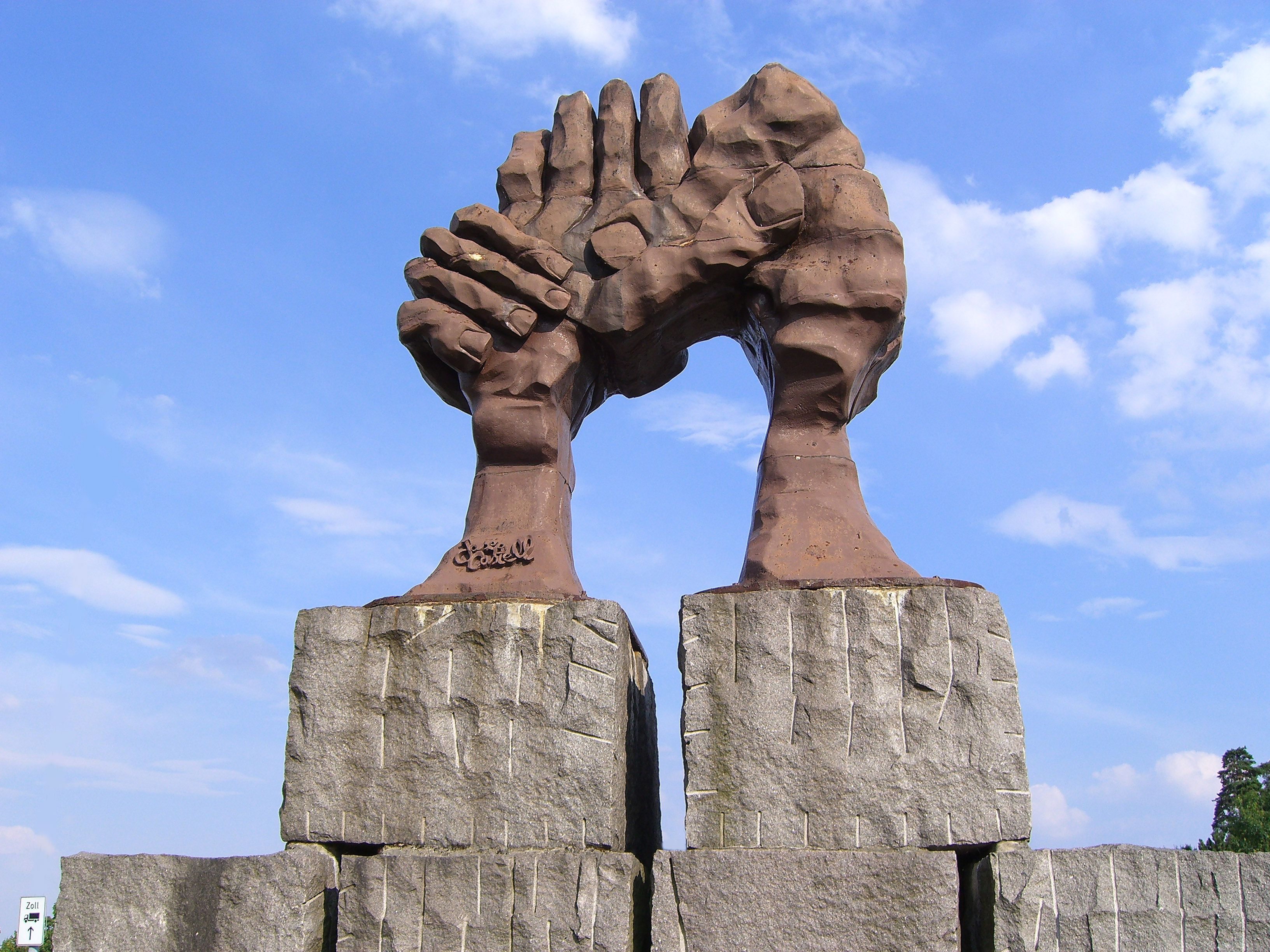
Sculptuur bij de voormalige grensovergang La voûte des mains
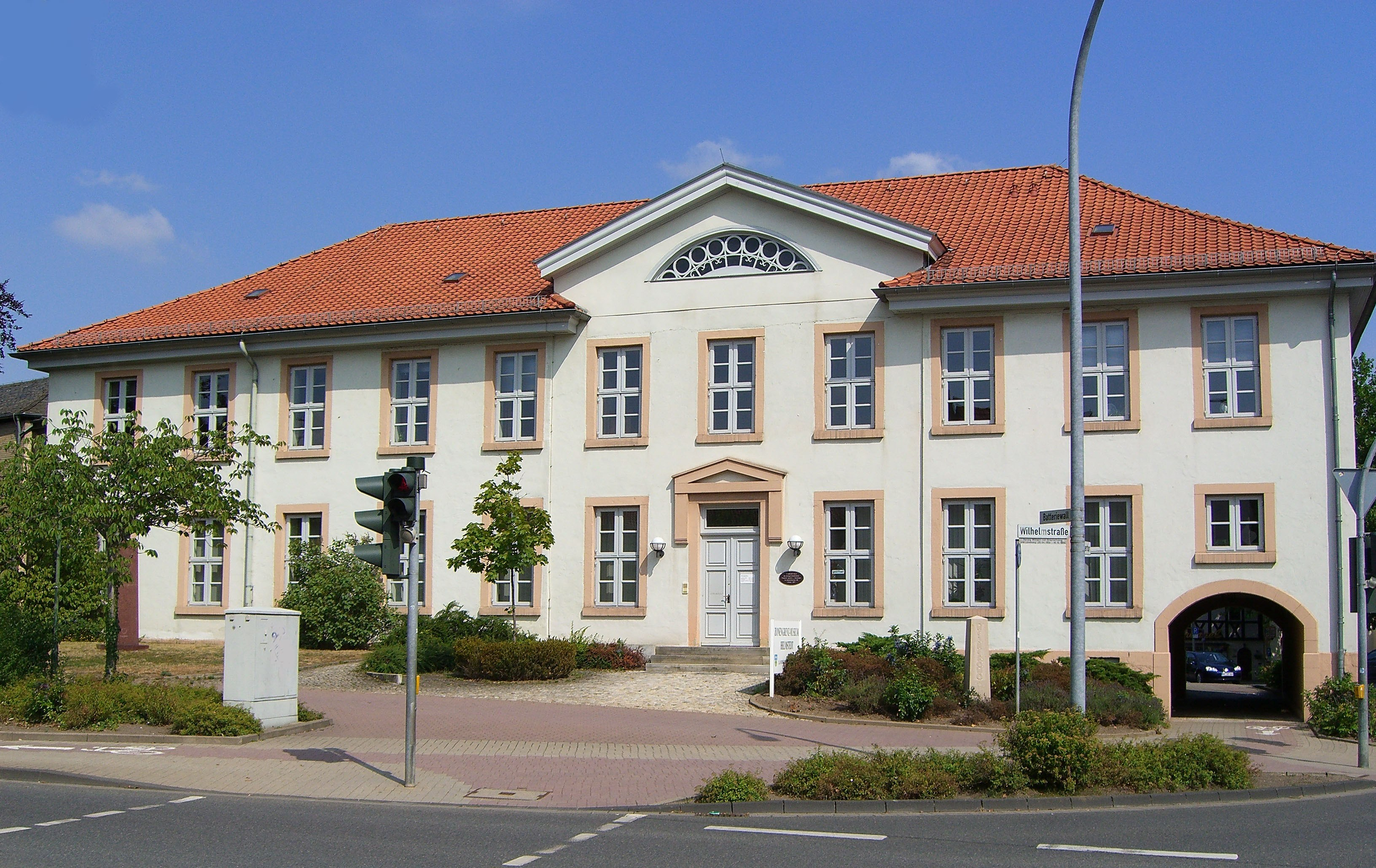
Zonegrens-museum
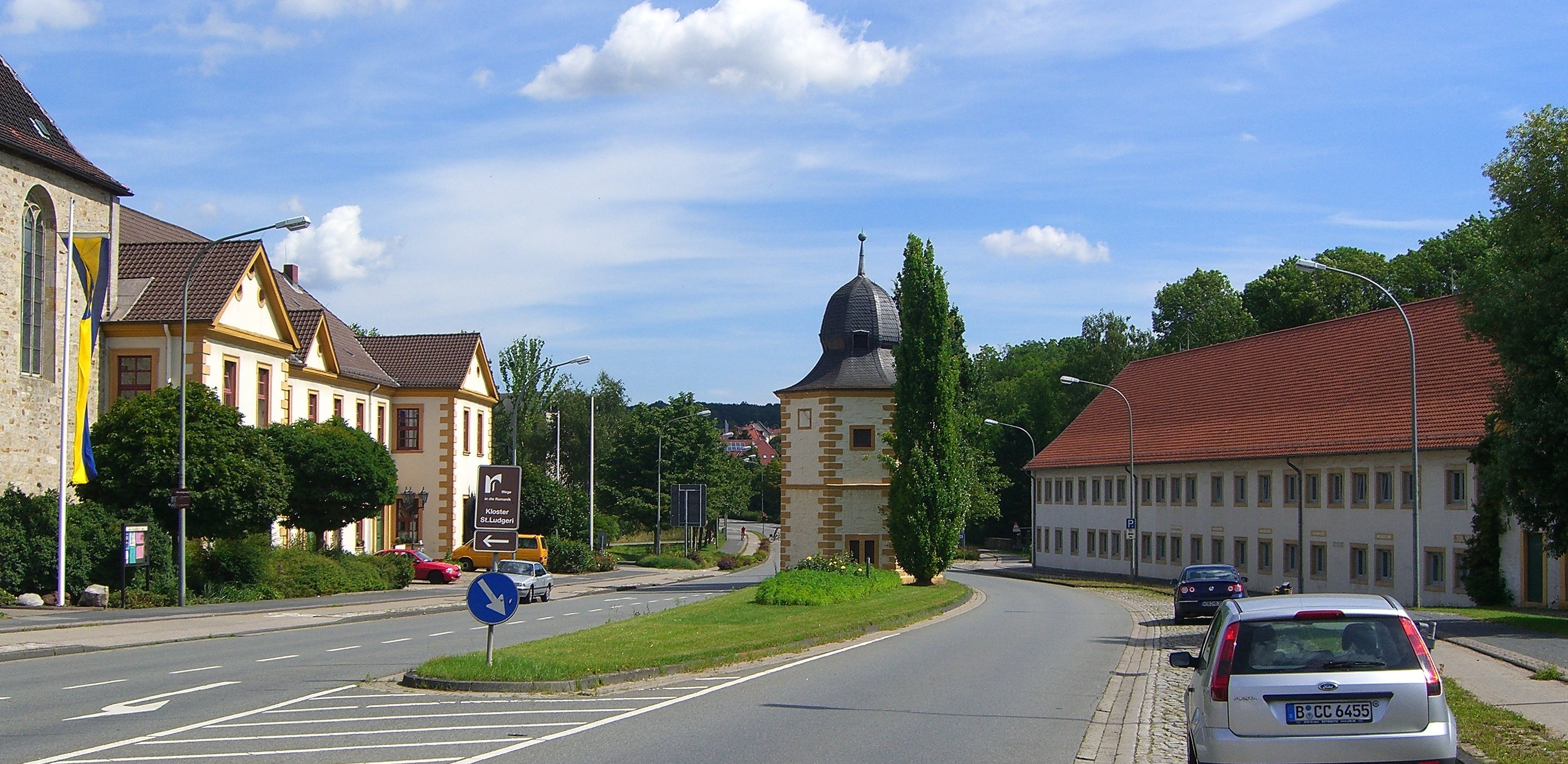
Sint-Ludgeri-klooster
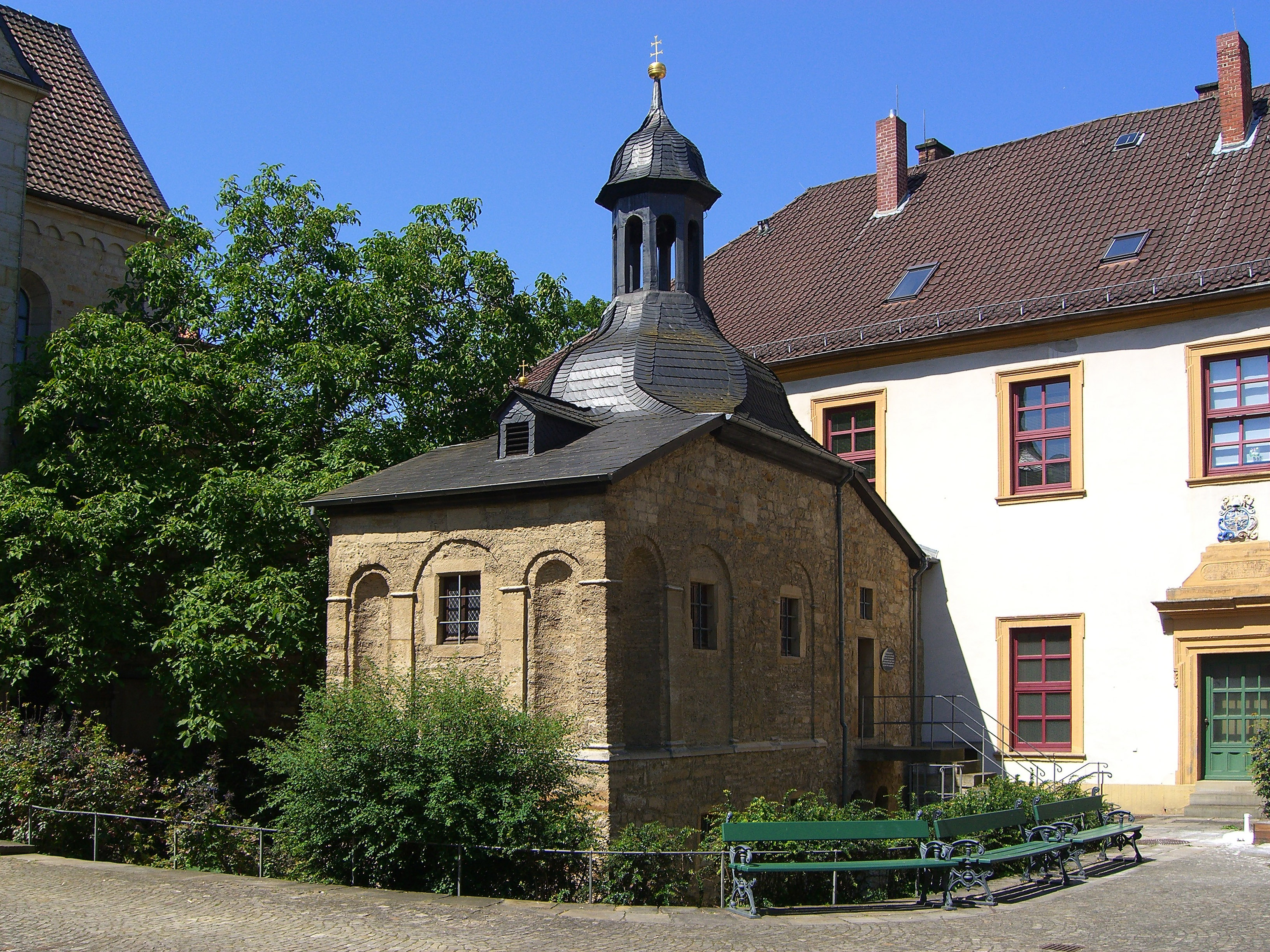
Binnenplaats van dit klooster met kapel
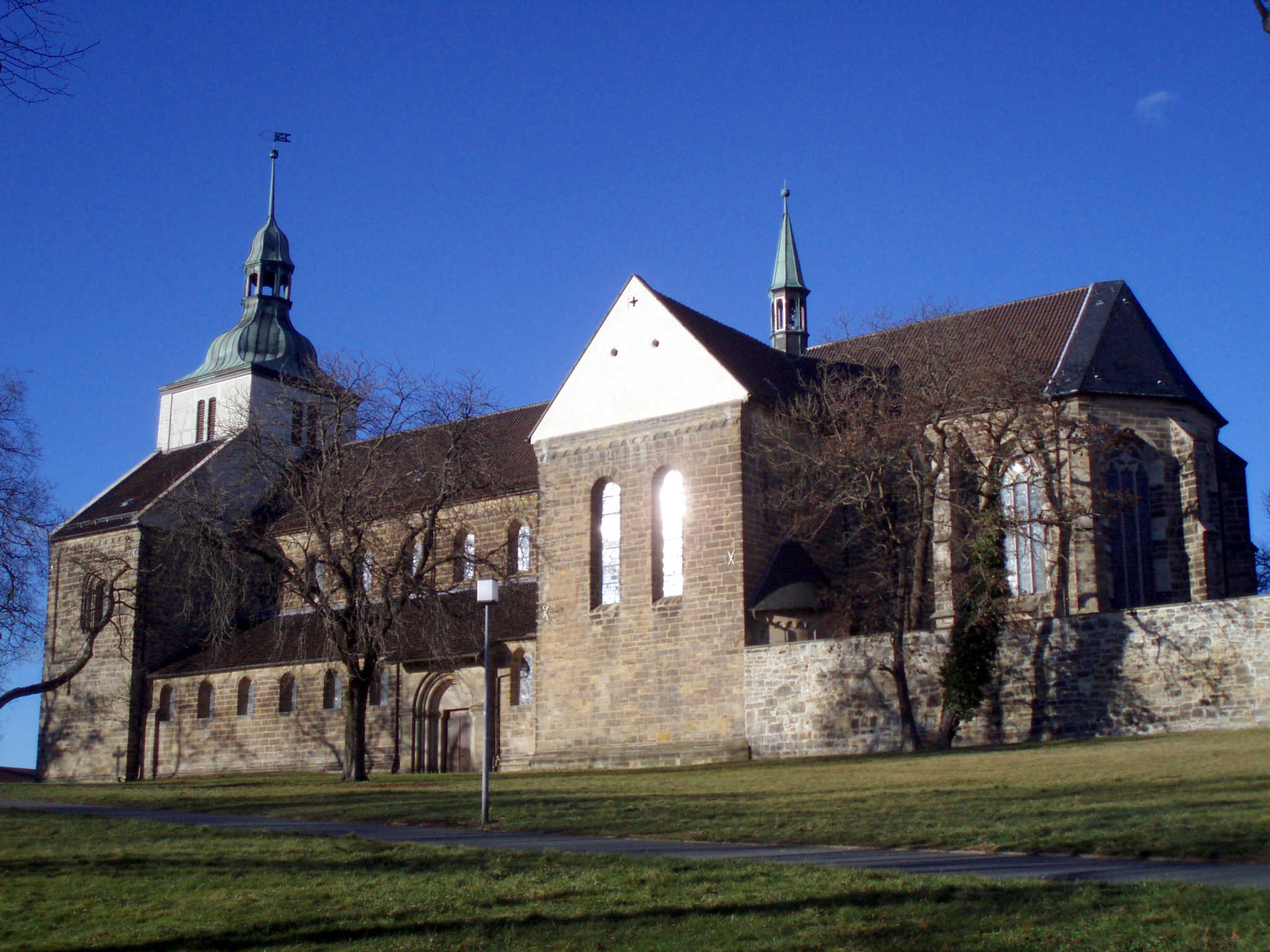
Klooster Marienberg te Helmstedt
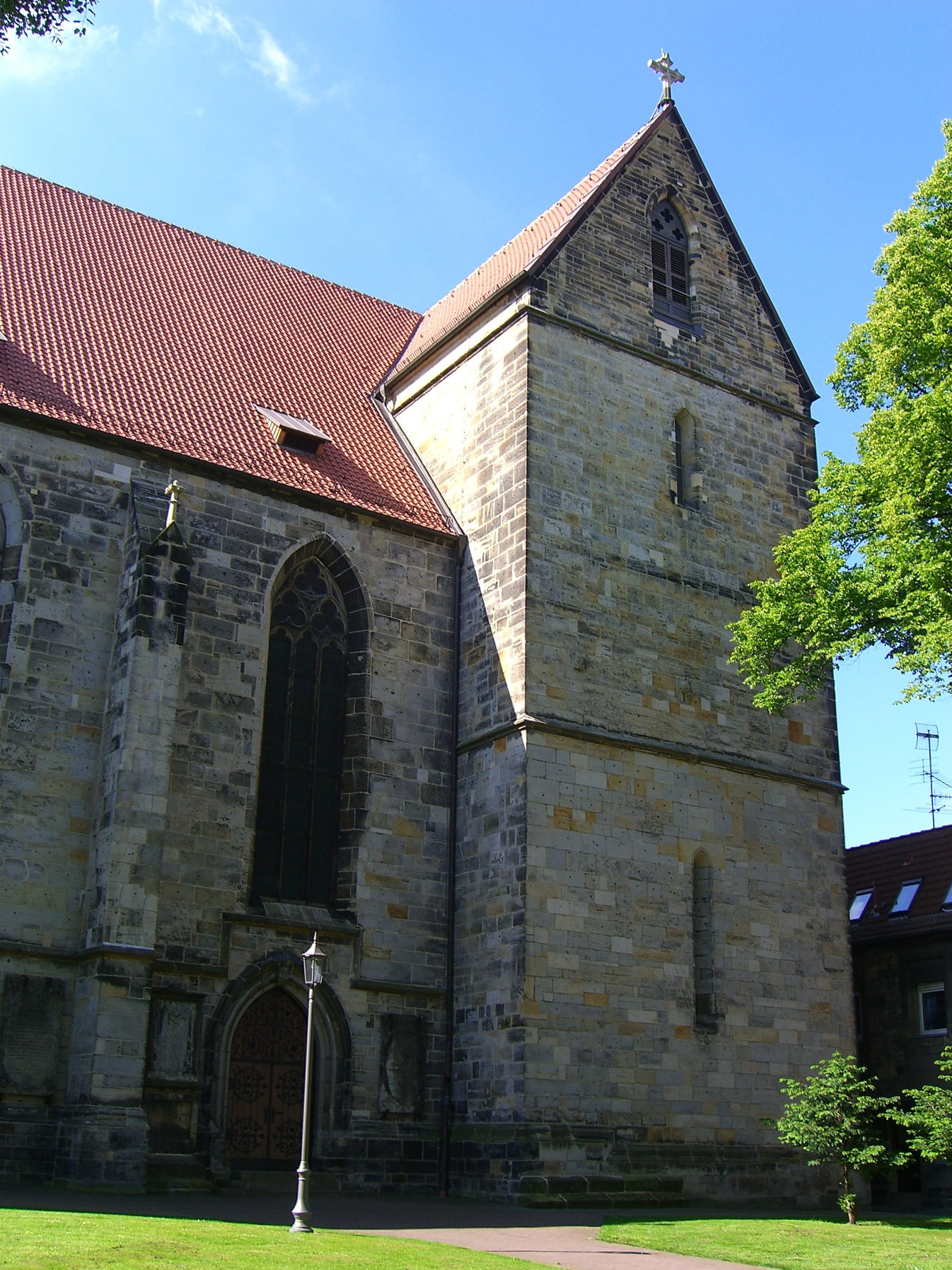
Sint-Stefanuskerk, Helmstedt
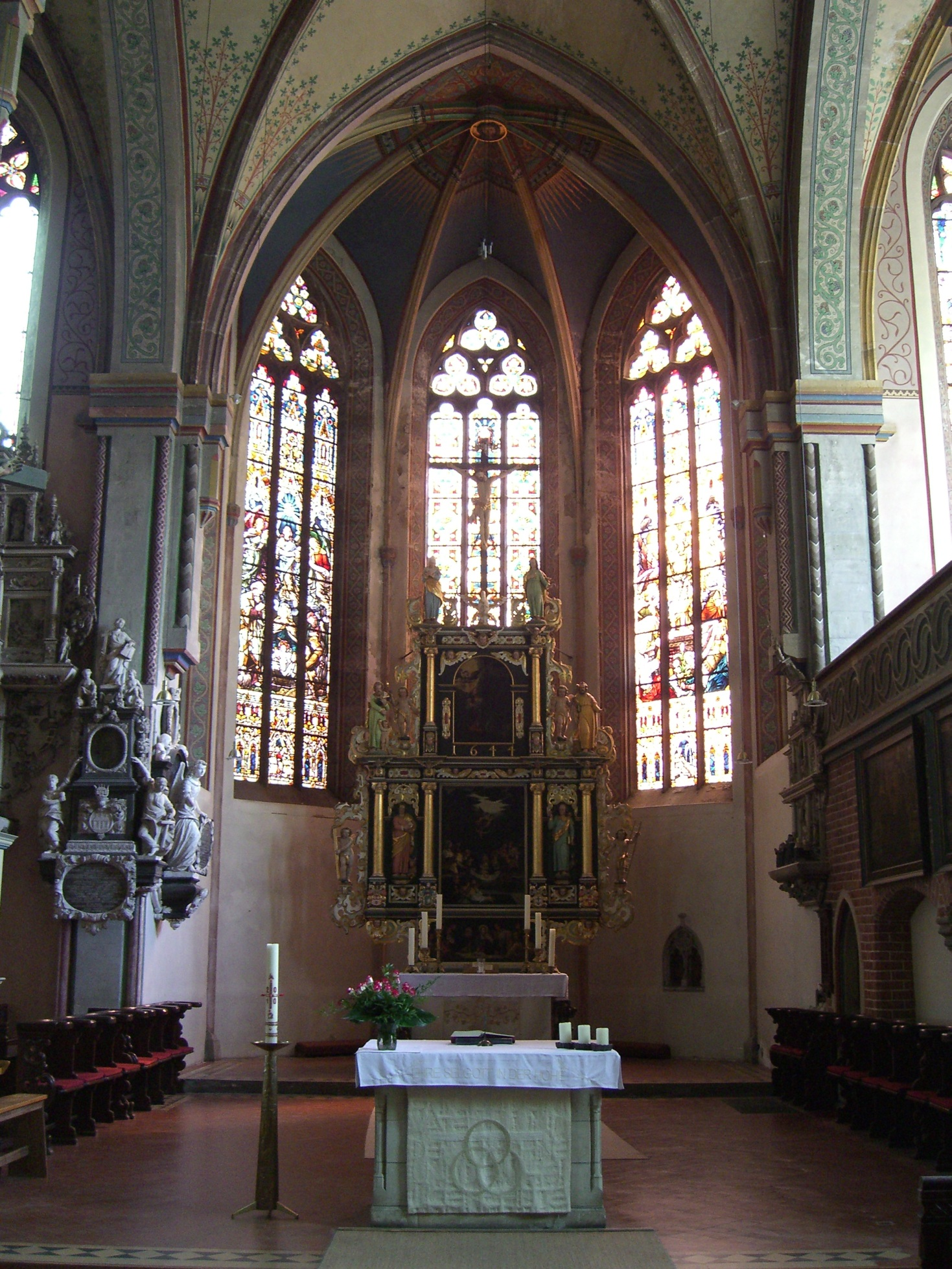
Altaar in dit kerkgebouw
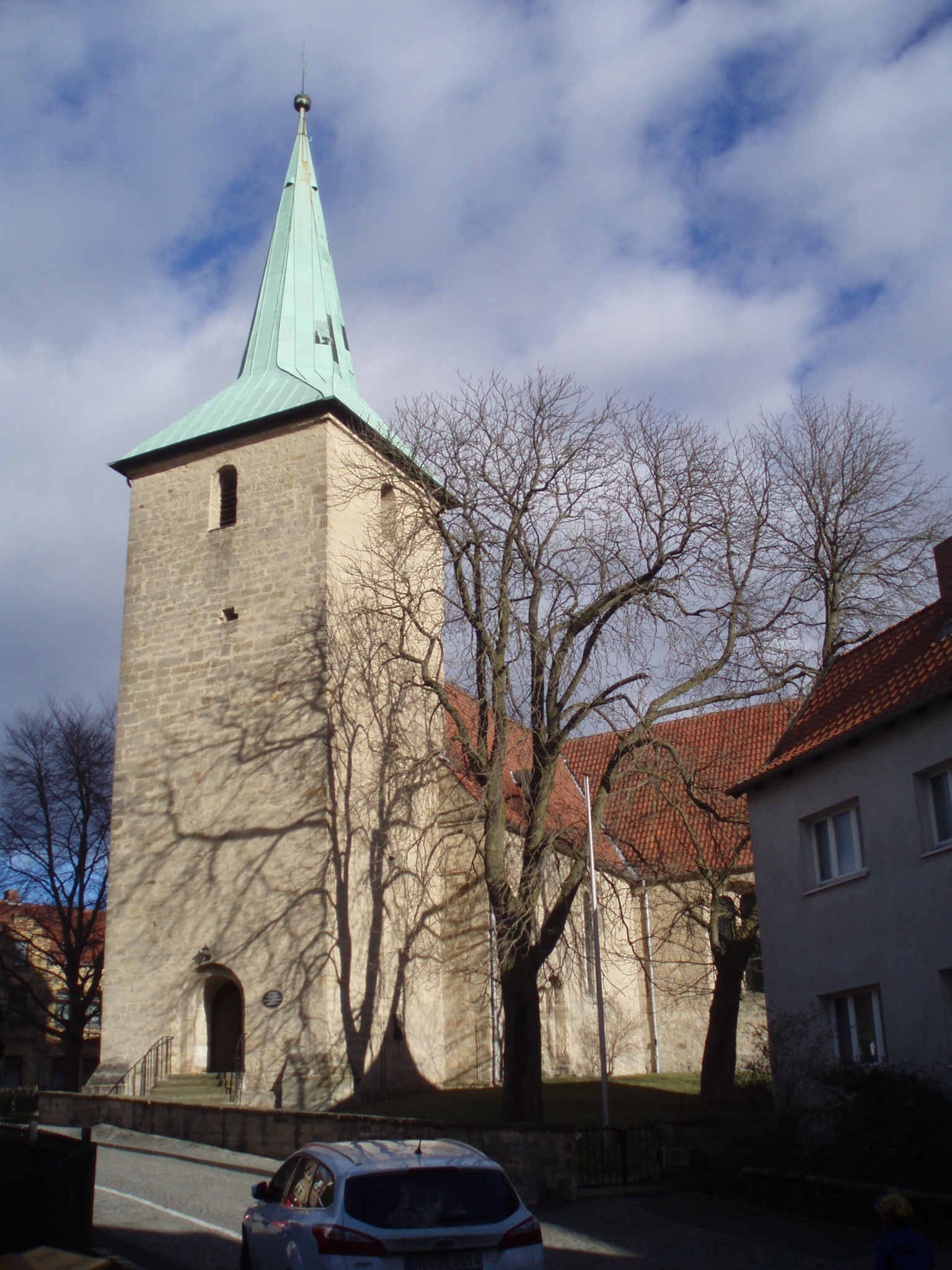
Sint-Walburgiskerk (1220)
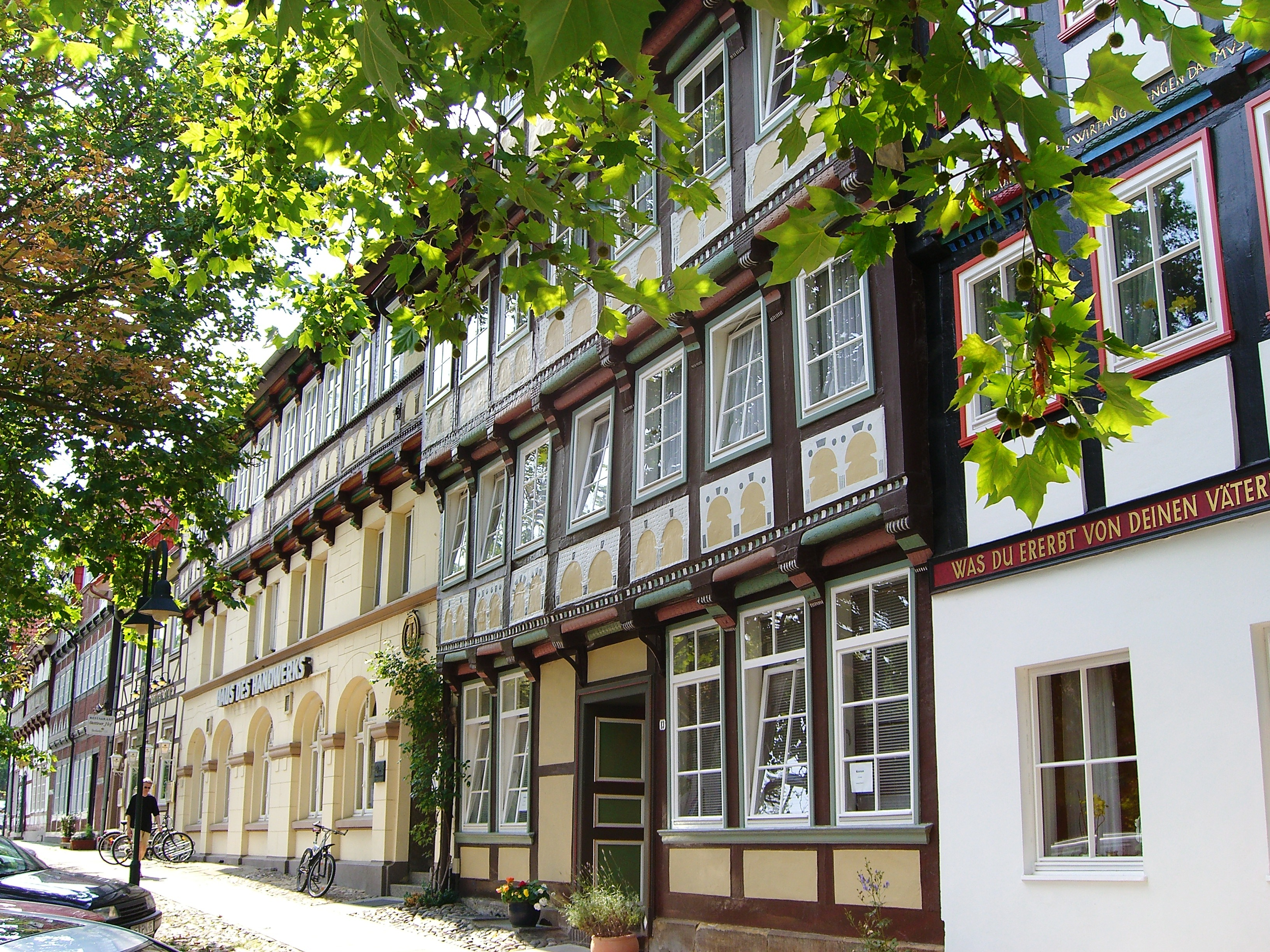
Vakwerkhuizen in het stadscentrum
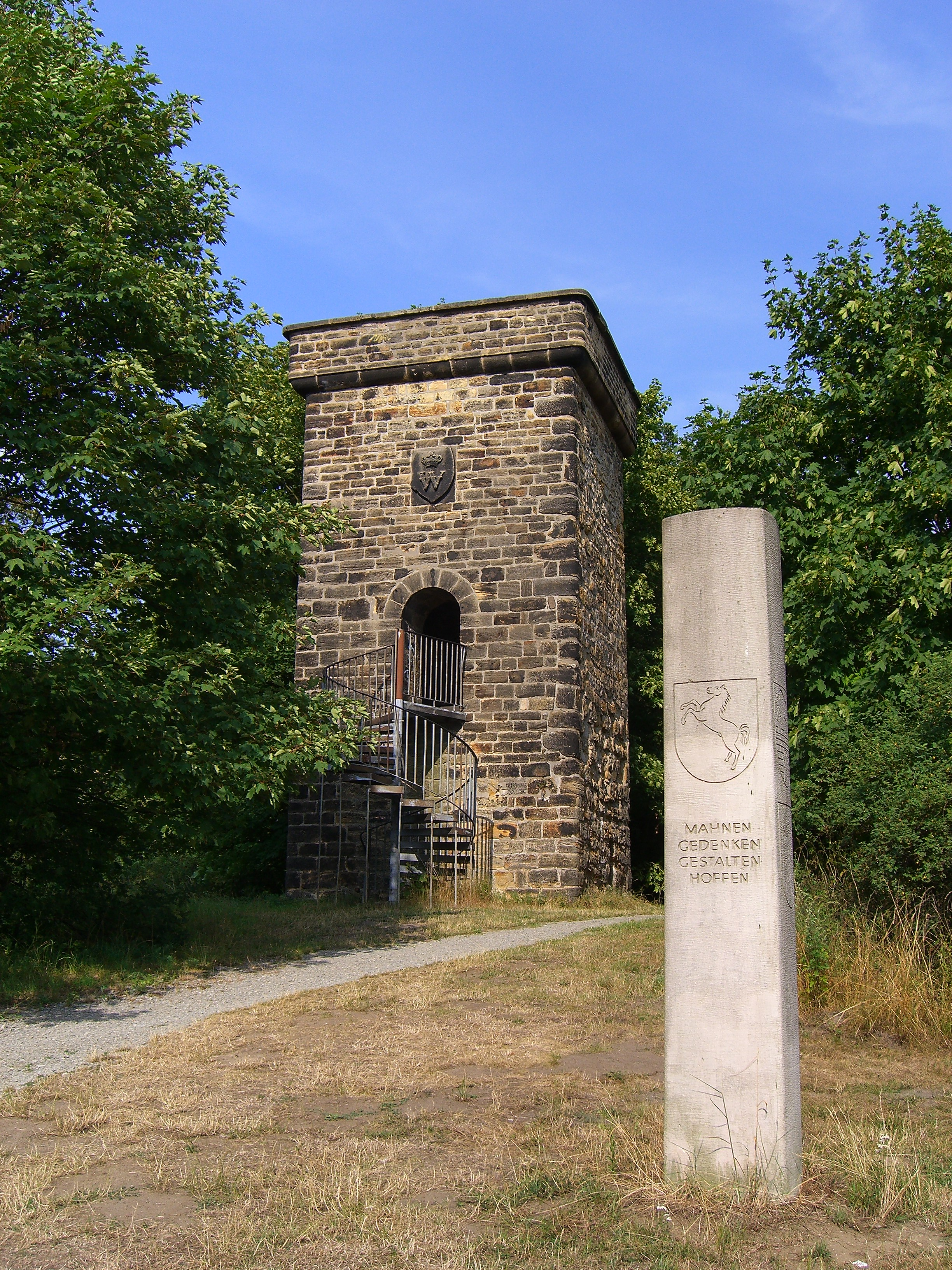
Uitzichttoren Magdeburger Warte, 1855
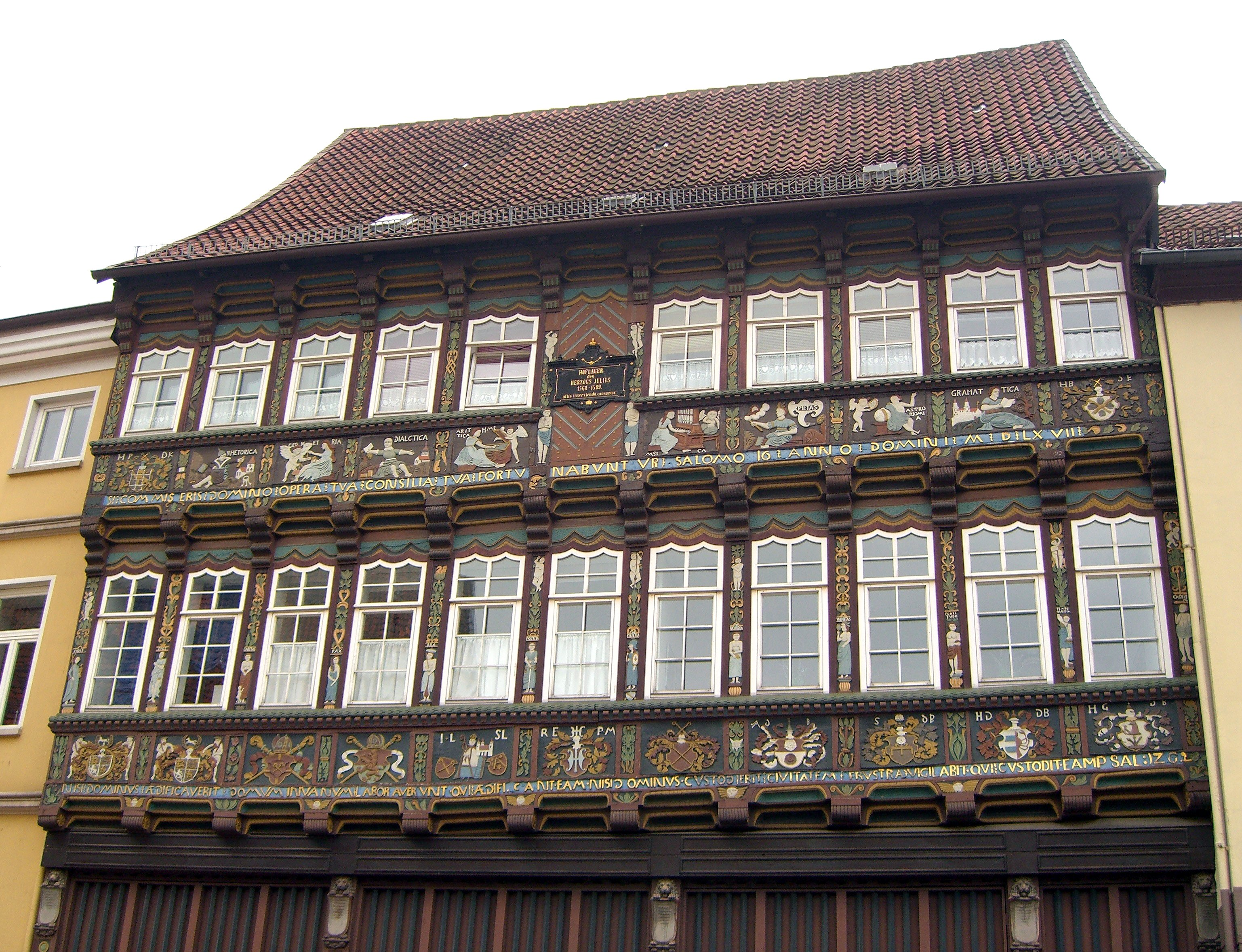
Gebouw Herzogliches Hoflager (1567)
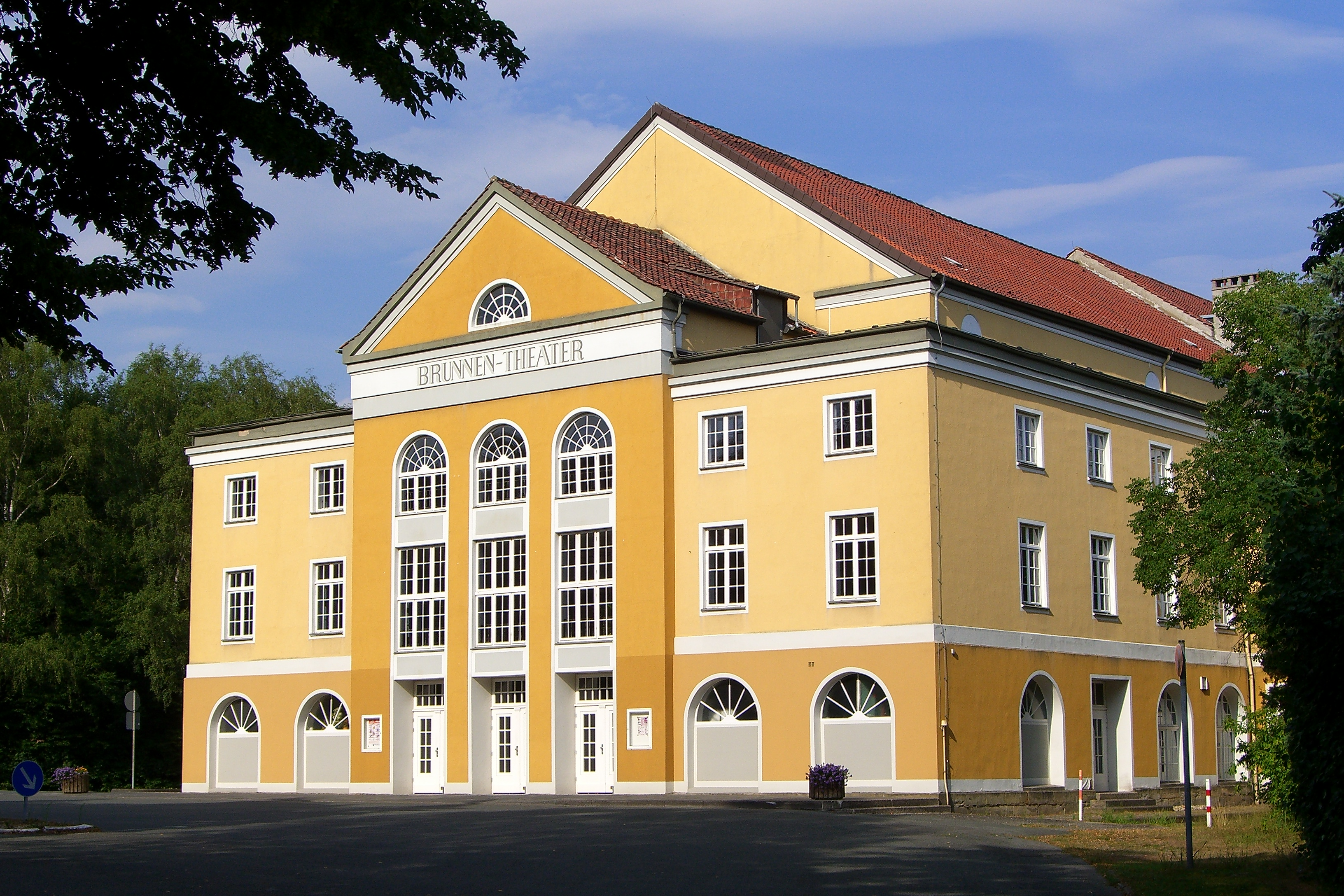
Schouwburg Brunnentheater, Bad Helmstedt (ruim 600 plaatsen; bouwjaar 1927)
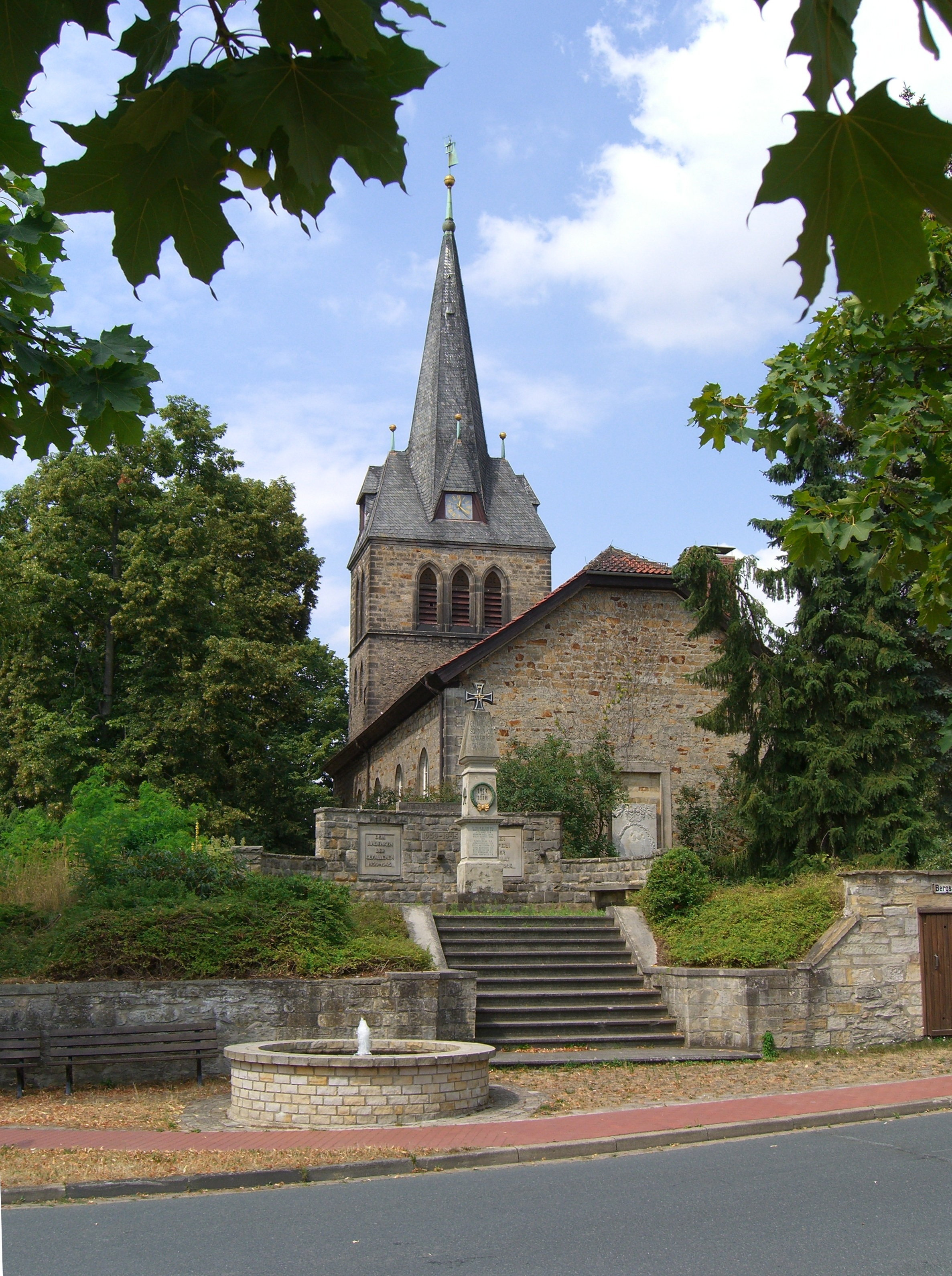
Sint-Pieterskerk, Emmerstedt
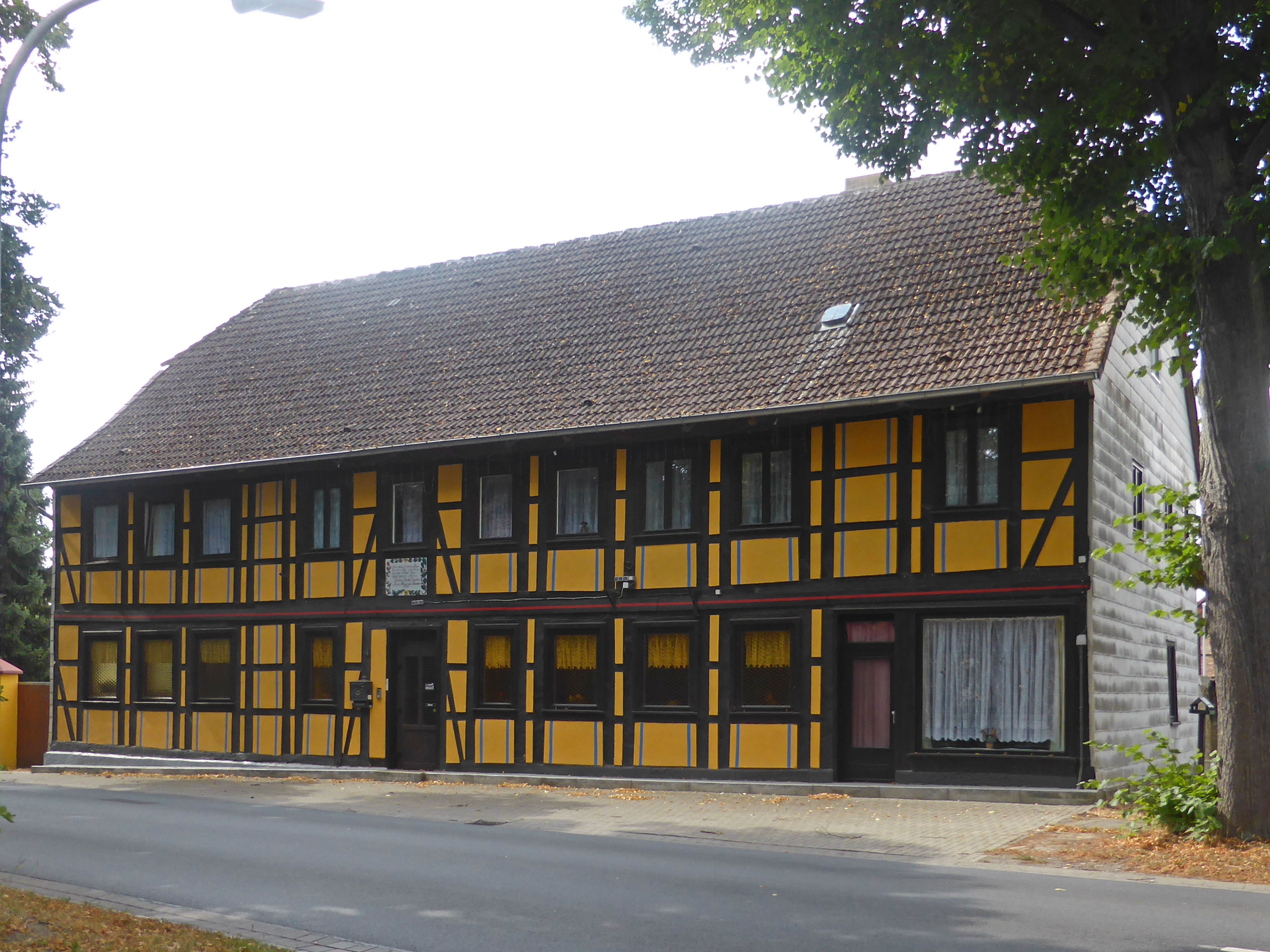
Voormalig beroemd horecabedrijf (bouwjaar 1804) te Hohnsleben, thans als woonhuis in gebruik

## Bekende personen in relatie tot de gemeente
De oude, adellijke familie Maibom bracht in de 16e en 17e eeuw talrijke geleerden voort, die in Helmstedt hebben gewoond en gewerkt.

### Geboren in Helmstedt
- Paul Werlhof (1699-1767 in Hannover), arts
- Hermann von Heinemann (1812-1871), in de studie van vlinders gespecialiseerd entomoloog
- Carl Wallmann, bijgenaamd Räuberhauptmann Rose, (geb. 10 juni 1816 in Helmstedt; overl. vermoedelijk na 1842 in de Verenigde Staten), legendarisch, wel met Robin Hood vergeleken roverhoofdman
- Rudolf Leuckart (geb. 7 oktober 1822; overl. 6 februari 1898 in Leipzig), dierkundige, pionier op het gebied van de parasitologie
- Hans Krebs (1898-1945), generaal
- Frank Bsirske (10 februari 1952), vakbondsman (ver.di) en politicus voor Bündnis 90/Die Grünen

### Overigen
- Johannes Caselius, ook bekend als: Johannes Kessel, Johannes Chesselius, Ioannes Caselius, Johannes Bracht of Johannes Bractus (geb.18 mei 1533 in Göttingen; overl. 9 april 1613 in Helmstedt), humanist, jurist en taalgeleerde, leermeester van Georg Calixt
- Georg Calixt, ook bekend als: Georg Callisen (geb. 14 december 1586 in Flensburg; overl. 19 maart 1656 in Helmstedt) was een vooraanstaand evangelisch-luthers theoloog, en aanhanger van het zogenaamde irenisme; hij wordt wel beschouwd als een wegbereider van de oecumene binnen het christendom; zijn monumentale graf bevindt zich in de Sint-Stefanuskerk.
- Hermann Conring (Norden, 9 november 1606 – Helmstedt, 12 december 1681), universeel geleerde

## Partnergemeentes
De gemeente Helmstedt onderhoudt talrijke jumelages, en wel met:
- Vitré (Ille-et-Vilaine) in Frankrijk, sedert 1978
- Chard in Engeland, sedert 1980
- Albuquerque in de Verenigde Staten, sedert 1983
- Fiuggi in Italië, sedert 1986
- Haldensleben in Duitsland, sedert 1990
- Swetlahorsk (Светлагорск) in Belarus, sedert 1991
- Orăștie in Roemenië, sedert 2002
- Konakli[9] in Turkije, sedert 2008

Van Büddenstedt uitgegaan:
- Mondeville (Calvados) in Frankrijk, sedert 1973
- Westward Ho! in Engeland, sedert 1983